# 일제강점기
일제강점기(한국 한자: 日帝強占期, 일본어: 日本統治時代の朝鮮)는 한반도가 일제의 통치 하에 있었던 기간을 가리킨다.
일제강점기는 한국사에서 한국의 근현대사를 시대별로 나누었을 때 약 34년 11개월 16일(12,770일) 동안 이어진다.
1910년 한일병합 이후 통감 및 총독이 조선총독부를 통해 천황의 명을 받아 통치하는 형식으로 식민지배가 이루어졌으며, 한반도의 정치 및 외교 권한 또한 일본 제국에 있었다.

## 명칭
당시의 정식 명칭은 대일본제국 조선(大日本帝國朝鮮) 또는 일본령 조선(日本領朝鮮)이었다.
대한민국에서는 2003년 이후부터 일제강점기(日帝強占期)라는 말을 쓰고 있으며, 표준국어대사전에서도 일제강점기(日帝強占期)라는 말을 쓰고 있다. 흔히 일제시대(日帝時代) 등으로 줄여 부르기도 한다. 그 밖에도 왜정시대(倭政時代), 왜정(倭政), 왜치시대(倭治時代), 왜치(倭治) 등으로도 부른다. 이는 일본의 옛 이름이자 멸칭인 "왜"를 사용하여 나타낸 표현이다.
조선민주주의인민공화국에서는 일제강점시기(한국 한자: 日帝強占時期)라고 말한다. 조선민주주의인민공화국이 대한민국을 지칭할 때 사용하는 "미제강점기(美帝強占期)"에서 파생된 표현이다.
일본에서는 일본통치시대의 조선(일본어: 日本統治時代の朝鮮) 또는 일한병합시대(일본어: 日韓併合時代)라고 부른다.

## 배경
19세기 후반, 제국주의의 식민지 쟁탈전의 일환으로 탈아입구(脫亞入歐)를 외치던 일본 제국은 조선이 수교를 거부하자 이를 명분으로 사이고 다카모리가 조선 정벌을 위한 정한론을 제기하였다. 또한 당시 제정 러시아는 남하 정책으로 한반도 침략을 꾀하고 있었다.
명성황후는 흥선대원군과의 권력 다툼 때문에 초기에는 친일 개화파를 지원했지만, 김옥균 등이 갑신정변을 일으키자 청나라 병력을 사용하여 정변을 진압하고 일본을 견제하였다. 청일 전쟁에서 일본이 승리하면 이번에는 러시아를 끌어 들여 일본 세력을 견제하였다.
1876년 2월 27일 강화도 조약 이후 일본은 조선을 합병하기 위한 장기적 계획을 수립하였고, 1894년 청일 전쟁과 1905년의 러일 전쟁에서 승리하며 한반도에 대한 합병을 가시화했다. 이후 일본 제국주의자들은 영일 동맹 및 태프트-가쓰라 밀약 등의 조약을 체결하며, 한국 진출을 본격화하였다. 일제는 1905년 11월 17일 을사늑약으로 대한제국의 외교권을 얻는 것에 이어 한일신협약(1907)과 기유각서(1909) 등으로 대한제국의 배타적 권리를 점점 흡수하였다.(이 시기의 자세한 역사는 대한제국이나 개화기 등의 항목을 참조). 국내에서는 일진회와 이완용이 한일 합방에 협력했다.
1909년 7월에 한국의 흡수가 일본 내각에서 결정되었고, 이후 1909년 10월 26일 안중근이 이토 히로부미를 총살하였다. 그러나 이 사건을 명분삼아 일본 내에서 제국주의자들은 한국 합병에 대한 목소리가 높이며 병합의 추진이 가속화 하였다. 윤치호는 당시 이를 두고 "안중근의 이토 히로부미 암살이 한일 합방 가속화의 빌미로 사용 되었다."는 기록을 남기기도 했다.
1910년 8월 29일, 한일 병합 조약이 체결되면서 대한제국은 멸망하고 한반도는 일본 제국의 영토로 편입되었다. 당시 일본은 대한제국을 '조선'으로, 대한제국의 황제를 '이왕'으로 바꾸어 불렀다. 결국 한반도 지역 전체가 일본 제국의 식민지가 되어, 통치 기구인 조선총독부에 의해 1945년까지 35년간의 통치를 받게 되었다.

## 역사

### 무단 통치기 (1910~1919)

#### 한일 강제 병합초반

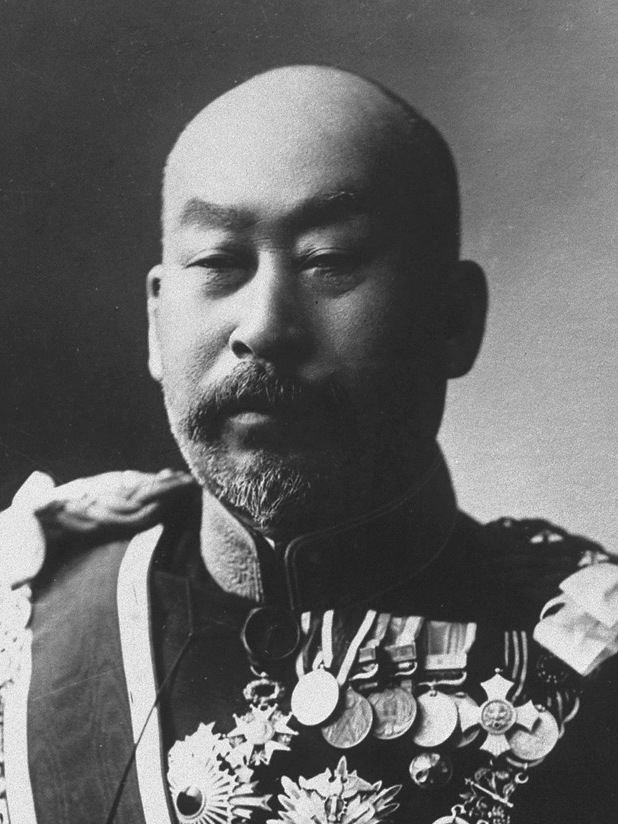
무단 통치를 실시한 초대 조선 총독 데라우치 마사타케.

한일 합병 직후 조선총독부는 1910년 9월에 헌병 경찰을 창설하고 무단 통치에 돌입하게 된다. 즉 헌병이 일반 경찰의 행정까지 담당하면서, 언론·집회·출판·결사의 권리를 제한하고, 즉결 처분권 등을 갖게 되는 것이다. 조선총독은 일본군 현역 혹은 일본 예비역 장성 중에서 임명되었고, 일본 천황에 직속되어 입법권·사법권·행정권 및 군대 통솔권까지 장악하였다. 또한 천황의 직속이라 내각이나 의회의 간섭을 받지 않았다. 총독 아래에는 행정과 교육, 문화를 담당하는 정무총감과 치안을 담당하는 경무총감이 존재하였다. 조선총독부는 2만여 명의 헌병 경찰을 한반도 전역에 배치하고 한국인 중 헌병 보조원을 채용하여 헌병들의 업무를 보조케 하여 헌병 중심의 억압 통치를 실시하였다.
헌병 경찰은 치안업무와 함께, 독립운동가 색출 등 민생 전반에 관여하였는데, 여기에 당시 통치의 억압성을 단적으로 보여 주는 제도가 조선 태형령으로, 갑오개혁 때 폐지되었던 태형을 부활시켜 한국인에게만 차별적으로 적용하였다. 또한 이 시기에는 한국인의 각종 단체가 해산당하였다. 1911년 신민회를 해산시킨 105인 사건이 대표적이라 할 수 있다. 또 일제는 신문지법, 출판법, 보안법을 통해 한국인의 언론, 출판, 집회, 결사의 자유를 제한하였다.
일본은 제1차 조선 교육령에서 한문 교육 중심의 서당을 폐지하고 초등학교를 설립해 갔다. 기존의 학교는 구제전문학교으로 재편되었다.

#### 토지, 산림 수탈
일본은 식민지 지배를 위한 재정을 마련하고 일본인의 토지 수탈을 원활하게 하기 위해 1912년부터 시행된 토지조사사업을 진행하면서 기한부 신고제로 시행, 이를 잘 알지 못한 농민들의 토지를 침탈하였고, 소유권이 불분명한 마을이나 문중의 토지, 정부와 왕실의 토지 등도 동양척식주식회사에 넘겼다. 침탈된 토지는 일본 이민자들에게 싼 값에 팔렸고 이 때에 종래의 관습적 경작권인 도지권 개념이 무시되는 현상이 나타났다.
이외에도 조선총독부의 허가에 의해서만 회사를 설립할 수 있다는 회사령이 공포되었는데 이것은 민족 자본의 성장을 억제하여 결국 일본 기업이 대부분의 중요산업을 독과점하고, 일부 한국인이 정미과 피혁업에 종사할 수 있었다.
조선총독부 농림국은 산림령, 임야 조사령, 광업령 등을 발표했으며 자원 개발이나 회사 설립 인허가 등을 일본인들에게 유리하게 함으로써 사실상 자본을 유출시키고, 경제적 지배권은 대부분 일본인에게 넘어가 한국을 원료 공급지와 상품 시장으로 전환시키려고 하였다. 담배와 인삼, 소금의 전매제를 실시하여 식민지 재정 수입 증대를 꾀하였다. 그리고 이 시기에 신작로와 간선 철도, 항만 시설을 정비하여 한국의 식량과 원료를 일본으로의 수송 편의를 돕고, 일본 상품의 한국 판매를 효율화하였다. 한편 1920년 17만여 명이던 일본인 거주자들의 숫자는 불어나서 1940년에는 70만 명에 이르렀다.
일부 한국인 지주도 생산성 향상으로 상당한 이익을 얻고 있었다. 그 대표적인 인물이 삼성 그룹의 창립자인 이병철이다. 그는 경남 지주의 차남으로 태어나 일제에 쌀의 유통으로 얻은 거액의 자금을 밑천으로 1938년에 대구에서 삼성 상사를 설립하였던 것이 오늘날 삼성의 시초이다.

### 문화 통치기 (1920~1930)

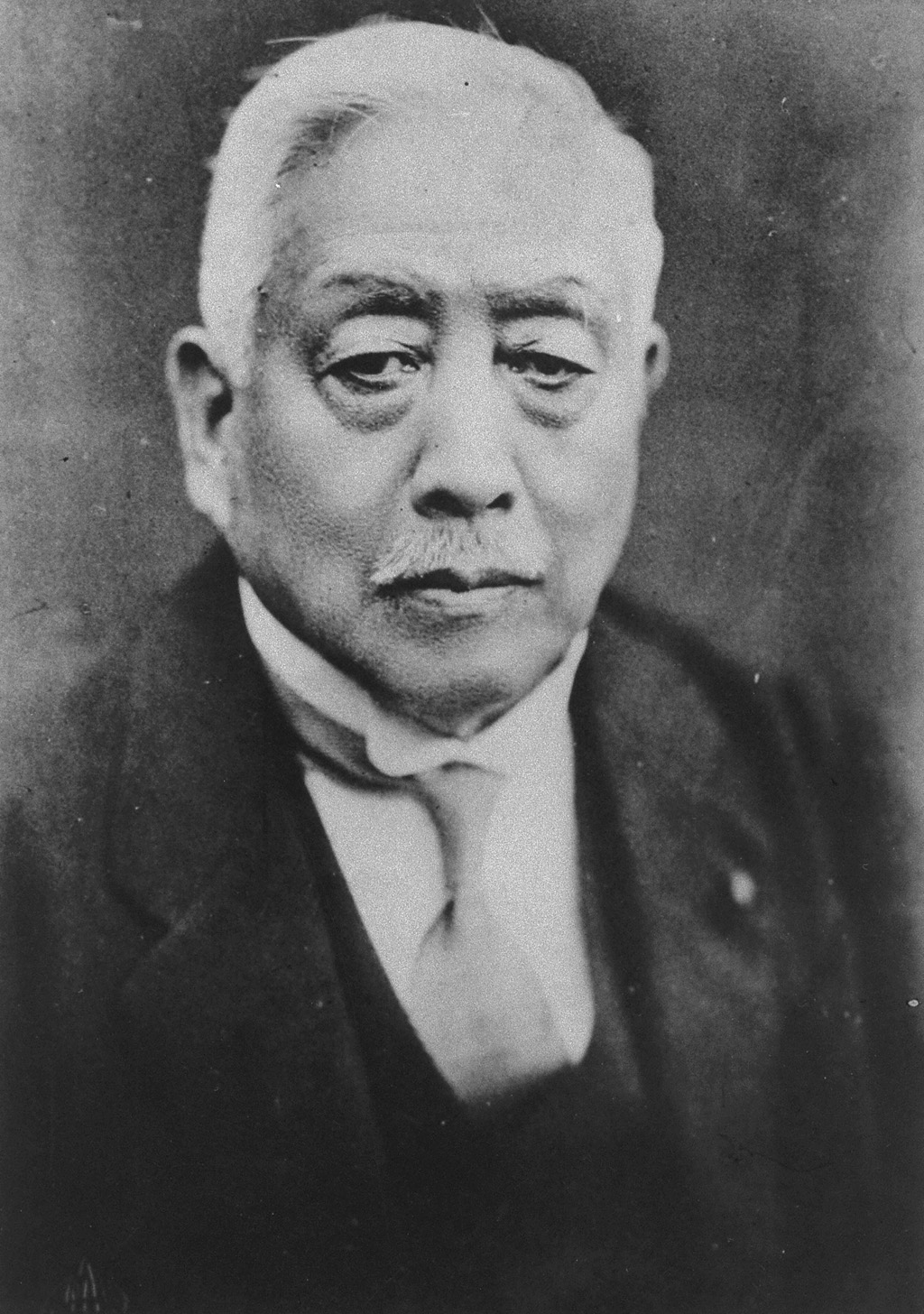
문화 통치를 실시한 조선총독 사이토 마코토

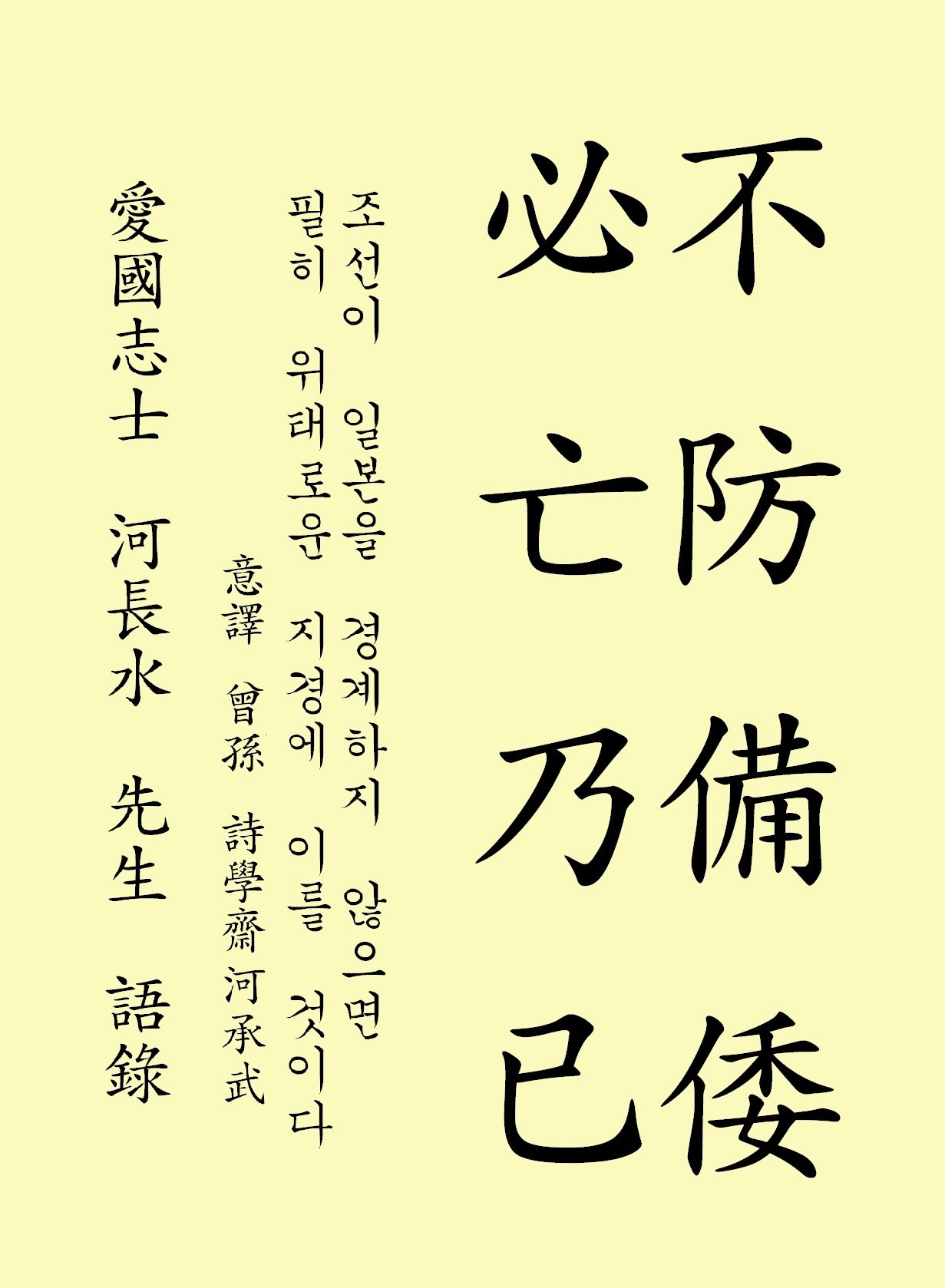
일제의 침략을 예견한 애국지사 하장수 선생

3·1 운동에 의해 일본 정부나 총독부 측에서는 기존의 통치 방식을 심각하게 고려하지 않을 수 없었고, 사이토 마코토 총독의 파견을 기점으로 기존의 강압적 통치에서 회유적 통치로 그 방향을 선회하게 된다. 그 결과 단체 활동 및 언론 활동이 허가되기 시작하였고, 기초적인 초등 교육과 농업 교육이 확대되었다. 그러나 민립대학 설립 운동을 탄압하는 등 민간의 고등교육을 부정하는 모습이 나타났으며, 일본인과 조선인을 차별 대우하는 각종 악법들은 잔존하였다는 한계점이 있었다.
| “ | # 핵심적 친일 인물을 골라 그 인물로 하여금 귀족, 양반, 유림, 부호, 교육가, 종교가에 침투하여 계급과 사정을 참작하여 각종 친일 단체를 조직하게 한다. 1. 각종 종교 단체도 중앙 집권화해서 그 최고 지도자에 친일파를 앉히고 고문을 붙여 어용화한다. 2. 조선 문제 해결의 성공 여부는 친일 인물을 많이 얻는 데에 있으므로 친일 민간인에게 편의와 원조를 주어 수재 교육의 이름 아래 많은 친일 지식인을 긴 안목으로 키운다. 3. 양반 유생 가운데 직업이 없는 자에게 생활 방도를 주는 대가로 이들을 온갖 선전과 민정 염탐에 이용한다. 조선인 부호 자본가에 대해 일·선 자본가 연계를 추진한다. 4. 농민들을 통제 조정하기 위해 민간 유지가 이끄는 친일 단체인 교풍회(矯風會), 진흥회(振興會)를 두게 하고, 이들에게 국유림의 일부를 불하해 주고 입회권을 주어 회유, 이용한다. | ” |
|   | — 사이토 마코토 총독, 《조선 민족 운동에 대한 대책》 |   |

또한 헌병 경찰제를 보통 경찰제로 바꾸었지만 경찰 수와 장비는 더욱 더 강화되었으며, '고등 경찰제'와 치안 유지법을 도입하여 독립 운동을 막았다. 또 신문에 대한 검열·삭제·폐간 등이 지속적으로 이루어지는 등 민족주의에 대한 억압은 지속되었고 이에 반감을 가진 민족주의 세력 내에서 비타협적 민족주의와 민족 개량주의로 분화하여 민족성 개조론이 등장하였으며, 이는 자치 운동 (참정권 운동)으로 발전해 나갔다.

#### 산미증식 정책 & 공출
한편으로 이 당시에는 일본 제국의 급격한 공업화로 인한, 일본 내 식량 부족 문제를 해결하려는 산미증식계획이 수립되었다. 토지를 개량하거나 수리 조합의 역할을 증대하여 한반도의 미곡 생산량을 증대시키는 시도가 이루어졌으나, 오히려 증산되는 양보다 일본으로 유출되는 양이 더 높아져 한반도의 식량 부족이 심각해졌다. 거기다 증산 비용을 소작 농민에 전가하여, 총독부가 식민지 지주를 옹호하는 등 식민지 지주제가 심화되어갔다. 이 계획은 1930년대 초반 일본 내부의 쌀 공급 과잉으로 잠시 중단되었으나, 1930년대 후반 대륙 침략이 가속화되면서 다시 재개되었다.
또 제1차 세계 대전을 통한 일본 공업 자본의 성장으로 잉여 자본을 통한 식민지 공업화의 필요성이 증대되었다. 이때 제사, 면방직 등의 경공업 중소 자본의 투자가 증가하였고, 일부 일본 대자본의 투자가 있었다. 한편 한국인 자본의 회사와 공장 등의 성장도 있었는데, 이러한 이유로 한국인 노동자 수가 증가하였다. 이 때의 임금차별과 열악한 노동환경은 노동쟁의가 활성화되는 계기가 되었다.

### 민족 말살 통치기 (1931~1945)

#### 일본의 대륙진출기
| 년차 | 지원자  | 합격자 | 지원 배율 |
| 1938 | 2,946   | 406    | 7.3       |
| 1939 | 12,348  | 613    | 20.1      |
| 1940 | 84,443  | 3,060  | 27.6      |
| 1941 | 144,743 | 3,208  | 45.1      |
| 1942 | 254,273 | 4,077  | 62.4      |
| 1943 | 303,394 | 6,300  | 48.2      |
| 합계 | 799,201 | 17,664 | 45.2      |

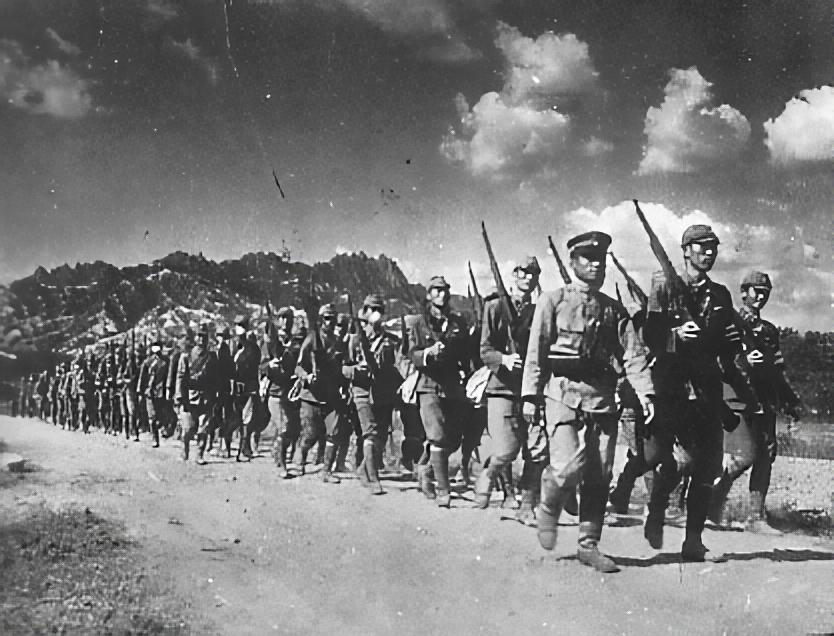
1943년 조선인 육군특별지원병 병사

1931년 일제는 만주사변을 일으킨다. 일제는 중화민국을 비롯한 대륙으로의 침략을 본격화하면서 한반도를 일본의 중국 대륙 진출의 전진기지로 삼고, 이에 따라 일본의 경제적 지배 정책도 병참 기지화로 선회하였다. 이 시기 조선 사상범 보호 관찰령 등을 공포하여 사상 통제를 강화하였고 일선동조론을 통해 한국 민족주의에 대한 부정도 이루어졌다.
일제는 대공황 이후 선진 자본주의 국가의 보호 무역 강화로 면방직 원료의 공급이 부족하였다. 이에 따라 한국에 남면 북양 정책을 수립하여 공업 원료를 증산하기 위해 남부에는 면화 재배와 북부의 면양 사육을 독려하였다. 그리고 대륙 진출을 위한 병참 기지화 정책에 따라, 압록강과 두만강 일대에 발전소를 건립하고 광업 분야가 성장하였는데, 이를 바탕으로 한반도 북부 지대(현재 북한)에 군수산업을 대거 건립하였다.
1937년 중일 전쟁을 기점으로 침략 전쟁을 본격화하면서, 국가총동원령 하에 산미증식계획이 재개되고 미곡공출제가 시행되어, 한국인들은 식량을 배급받게 되는 사태가 벌어지게 되었다. 전쟁 초기에는 지원병제와 징용제를 실시하였는데, 1940년대 태평양 전쟁이 발발하면서 이러한 폐해는 심화되었다.
조선총독부는 만주사변과 중일전쟁에 동원할 인력과 군자금, 군수품을 한국으로부터 조달했으며, 징용과 징발, 지식인들을 통한 자발적 징용, 징발 독려, 성금 모금 등의 다양한 방식으로 노동력과 자본을 차출해갔다. 1941년까지 약 160만 명의 한국인이 일본 내의 공장, 건설 현장, 탄광, 농장에서 일하게 되었다. 식민지 국가의 국민들은 전쟁에 끌고 나갈 수 없다는 국제규약이 있었지만, 조선총독부는 징병 제도를 실시하여 한국인을 전쟁에 동원하는 한편, 10대 초반에서 40대에 이르는 여성들을 정신대(挺身隊)라는 이름으로 강제 동원하거나 군수 공장 등지에 보냈으며, 그 중 대부분을 중국과 남양지방의 최전선에 투입하여 일본군을 상대하는 일본군 위안부로 보냈다.

#### 창씨개명과일본어강요

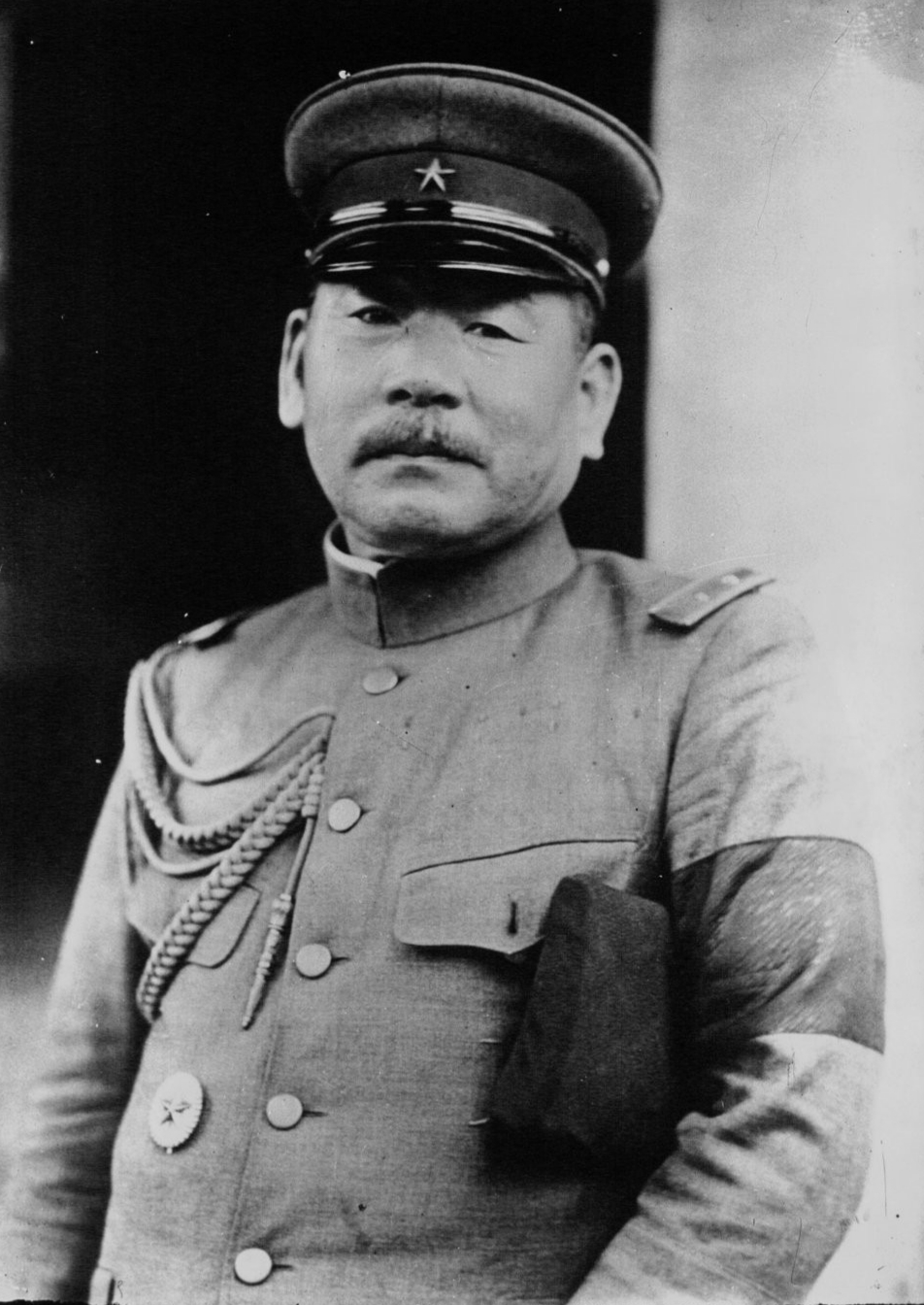
창씨개명과 일본어 사용을 강요한 징집한 조선총독 미나미 지로.

한국인들을 완벽한 일본인으로 만들기 위한 민족 말살 통치가 진행되어, 내선일체와 일선동조론에 의거한 황국 신민화 정책이 실시되었다. 이에 따라 일본은 황국신민의 서사의 암기와 신사 참배 및 일본어의 사용을 강요하였다. 애국반을 통해 국민 생활 전반을 통제하였는데, 학교의 한글 교육은 중단되었고, 한국의 역사를 배울 수 없게 되었으며, 창씨개명이 강압적으로 행해졌다. 민족성이 강한 전문학교는 폐교되거나 강제 개명당했다.
또한 "조선이 일본 영토인 이상 한국어는 일본어 방언이며, 내지 방언뿐이며 궁극적으로 소멸시켜야한다."는 한국어 방언론에 따라 한국어를 강제로 폐기하고 일본어를 모국어화할 것을 강요하는 의견이 일본인 언어학자들로부터 제출되었다. 1938년 제3차 교육령에서 한국어가 수의(隨意)과목이 된 것을 시작으로, 한국어 사용이 상벌의 대상이 되는 등 '국어(일본어)상용'운동이 본격화되면서 공교육에서 한국어가 추방되기 시작했다.
1942년 10월 조선어학회의 주요 구성원이 치안 유지법 위반으로 체포되는 조선어학회 사건이 일어났다. 이를 근거로 일제 당국이 한국어 말살을 도모했다고 하는 주장도 있다. 한편 1945년 해방 당시 남한의 12세 이상 인구의 78%는 한글 문맹이었다는 주장이 있으며, 이것을 가지고 일본어 강제 보급 정책의 문제성을 지적하는 주장도 있다. 그러나 현실적으로 한국어가 일상 생활이나 신문 등에서 완전히 배제될 수는 없었다. 조선총독부에서도 1921년부터 1945년 해방에 이르기까지, 조선어능력시험에 합격 한 직원은 승진과 급여 면에서 유리한 대우를 받았었다. 따라서 한국어가 계획적으로 말살된 흔적은 없었다고 주장되고 있다. 그러나 학교에서 한국어 수업 이외의 모든 수업이 일본어로 진행되었음에 비추어, 대부분의 강제 교육과정에서 일본어가 사용되었음을 알 수 있다. 다만 1943년 당시까지도 일본어를 해석하는 한국인은 1,000명당 221.5명에 지나지 않았다고 주장하는 자료도 있어 명확하지 않다.

### 일본의 패전, 소련군·미군 군정과 독립

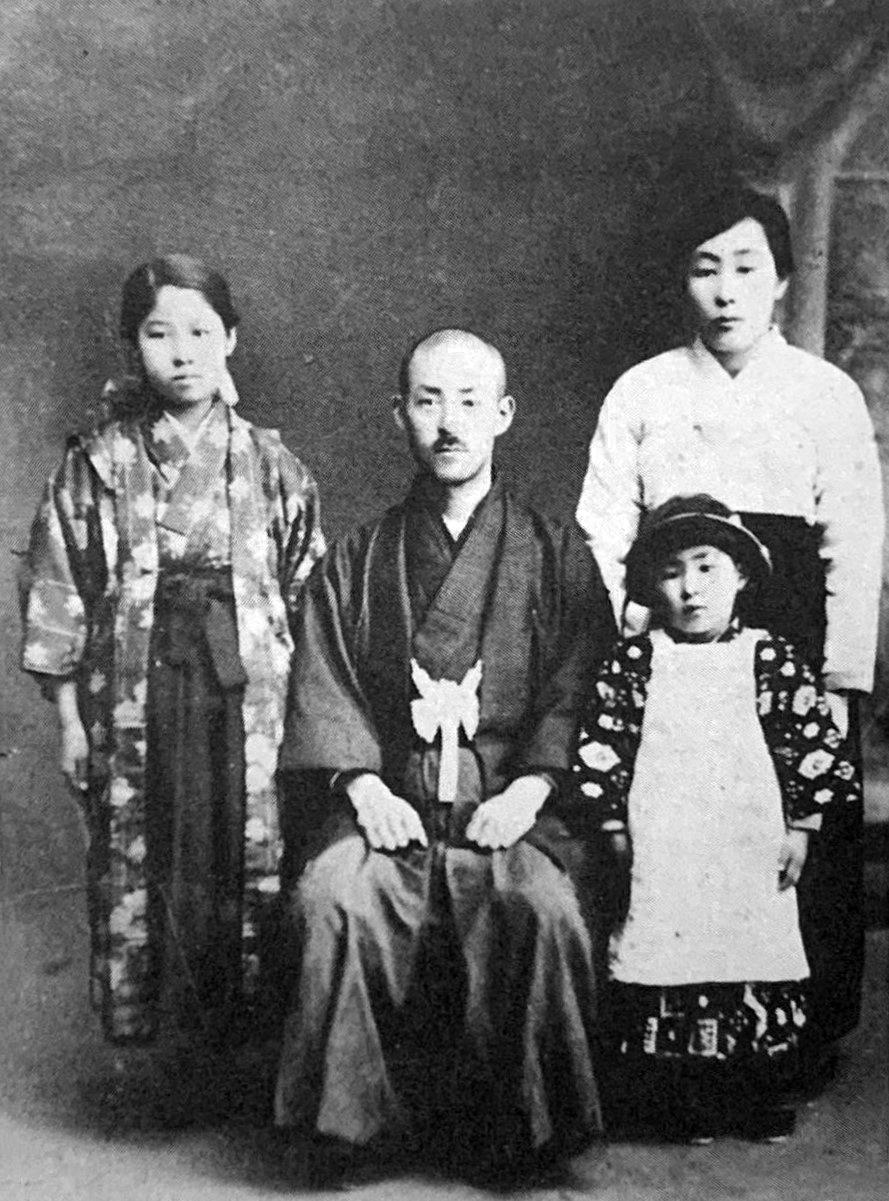
제2차 세계대전 종전 후 전범으로 처형된 일본 육군 중장 홍사익

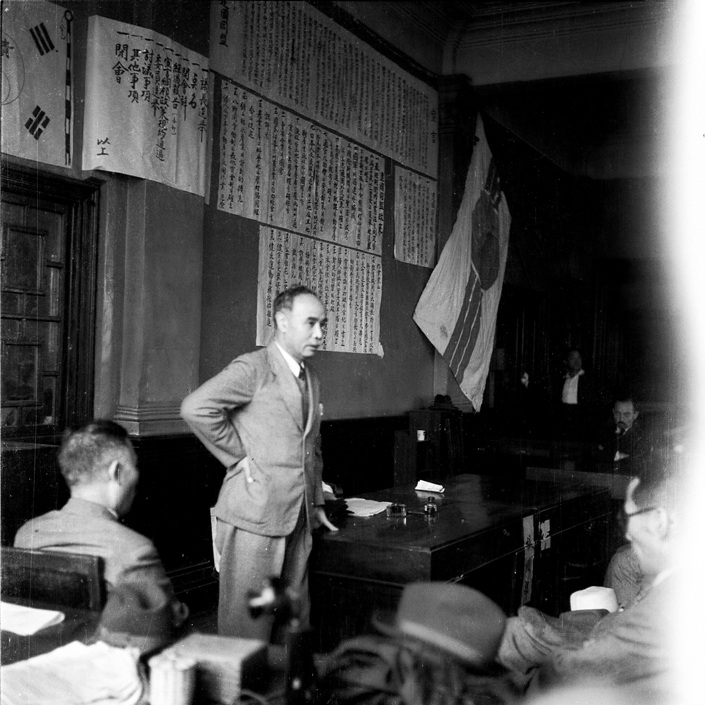
건국준비위원회 발족식때 여운형(1945년 8월 16일)

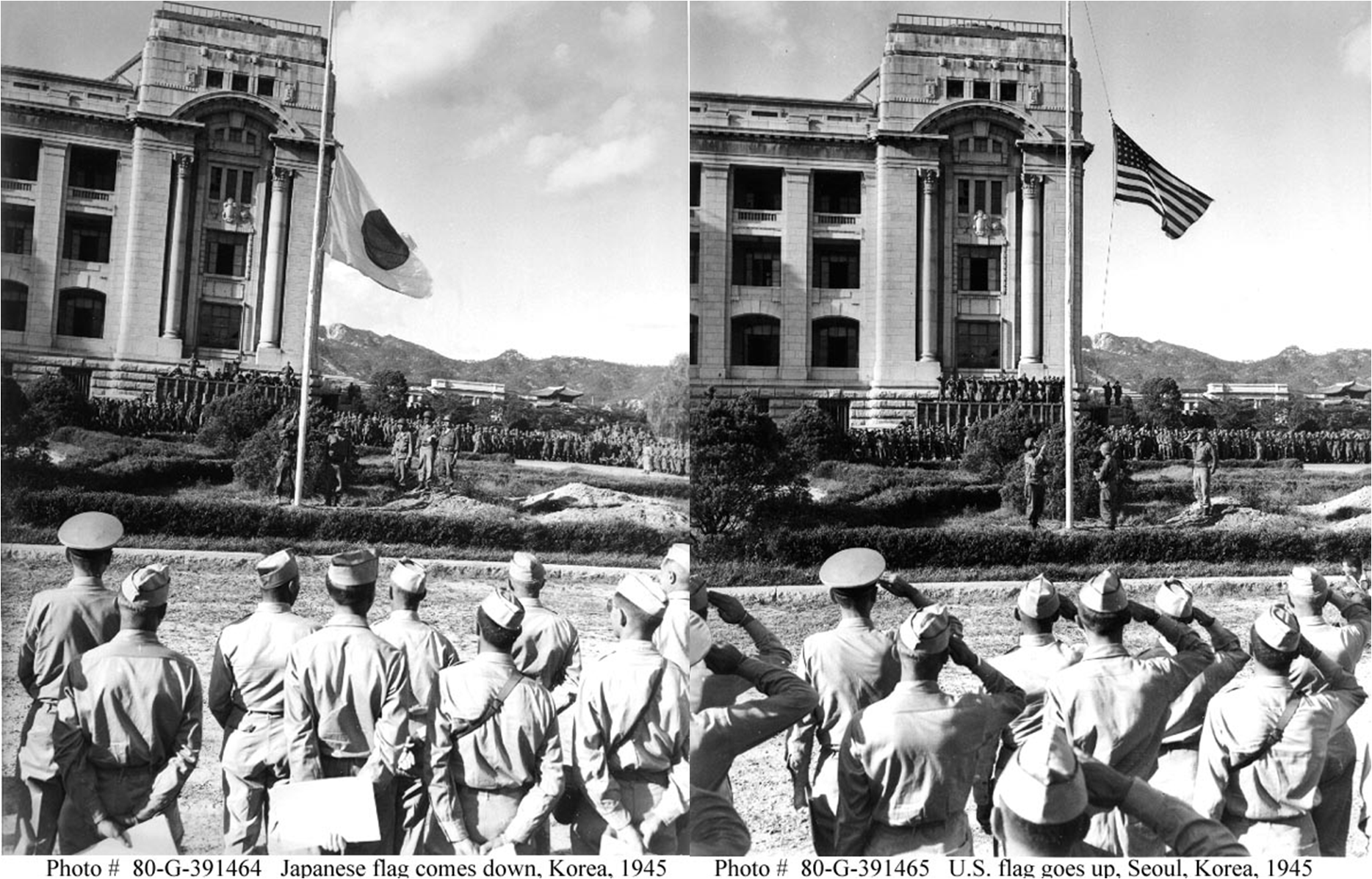
서울 시내에 걸려 있던 일본 국기를 내리고 미국 국기를 게양하는 미군(1945년9월 9일)

1945년 8월 15일 태평양 전쟁에서 일본 제국이 패전하여 한반도는 독립을 맞이하였다. 그러나 조선총독부는 즉시 철수한 것은 아니고 미소 군정이 들어서기 전까지 당분간은 지배 상태를 유지하였었다. 연합군에 의해 한국인 출신의 전범들도 처형되었다. 1946년 통화 사건으로 독립군이 일본군 패잔병을 진압하는 일도 있었다.

## 이왕

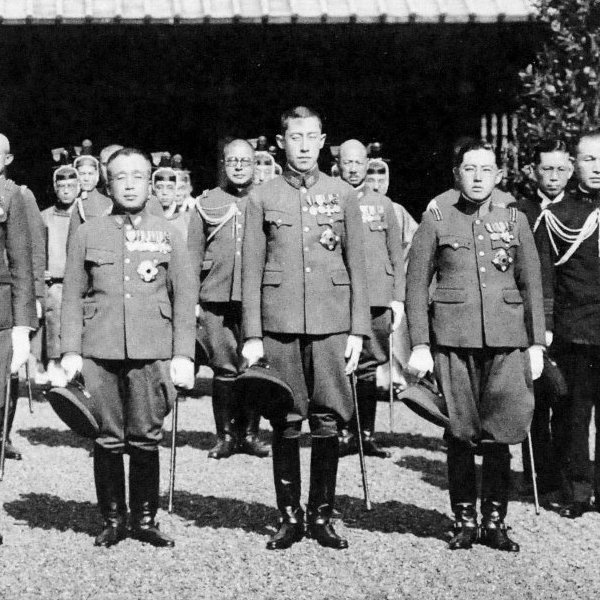
의민태자, 이건, 이우

1. 고종 : 이태왕(李太王), 1910년 10월 1일 ~ 1919년 1월 21일
2. 순종 : 1910년 10월 1일 ~ 1926년 4월 25일
3. 영친왕 : 1926년 4월 26일 ~ 1945년 9월 2일

### 이왕세자
1. 영친왕 : 1910년 10월 1일 ~ 1926년 4월 25일
2. 이구 : 1931년 12월 29일 ~ 1945년 9월 2일

### 이왕세손
1. 이진 : 1921년 8월 18일 ~ 1922년 5월 11일

## 독립 운동사

### 1910년대의 국외와 국내의 민족운동과 계몽운동
조선총독부는 안악 사건에서 시발된 105인 사건을 조작하여, 1911년 윤치호, 이동휘, 양기탁, 김구 등 신민회 간부들을 대량으로 검거, 검속하여 신민회를 해산시켰다. 이 일을 계기로 김규식, 이승만 등 일부 기독교계 인사들은 선교사들의 도움을 얻어 해외로 망명한다. 그 후의 독립운동단체들은 비밀결사의 길을 걷게된다. 국권이 빼앗긴 이후 무단 통치가 강화되면서 기존의 항일 운동이었던 항일 의병운동과 애국 계몽 운동은 일제의 무단 통치로 점차 쇠퇴하였다. 대부분의 의병계열들은 간도나 연해주 일대로 이동하였다. 또한 각종 공직자 채용 시험과 각종 산업시설의 인허가에서도 일본인에게 우대 혜택을 주게 되면서 한국인들의 반발은 계속되었다.
이러한 조선총독부의 철저한 탄압과 차별 정책으로 인해 한국인들의 항일 운동은 비밀 결사 형태로 변화하였는데, 교육과 종교 단체를 통해 농민과 노동자와도 연결하여 독립 운동가들을 규합하였다. 대표적 단체로는 대한 광복회와 독립 의군부, 송죽회, 조선 국권 회복단 등이 존재한다. 특히 대한 광복회는 의병 출신과 애국 계몽 운동 계열로, 군대식 조직으로 구성되어 대구에서 활동하였는데 군자금을 모집하고 경상도 관찰사였던 친일파 장승원 등을 처단하는 등 친일 부호를 처단하여 독립군 기지 건설에 노력하였다.
독립 의군부는 고종의 밀명을 받아 국권 반환 요구를 시도하고 의병 전쟁을 계획하였는데, 대부분 유생 출신자였다. 이들은 고종 황제의 복위의 복벽주의를 내세웠으며, 신민회 이후의 거의 모든 단체가 공화제를 내세운 것과는 그 성격이 다르다. 송죽회는 평양의 숭의 여학교의 교사와 학생이 중심이 되어 독립 운동 자금을 모금하여 독립 운동 단체 전달하였는데, 교회를 통한 민족 의식 고양과 여성 계몽운동에도 노력하였다.
이 시기에는 개량 서당과 기독교 계열 학교들이 확산되었고, 애국계몽운동의 일환이었던 사립학교를 통한 민족교육운동도 존재하였다. 개신교 계열 학교들은 한성부를 중심으로 확산되었고, 천주교 계열 학교들은 1920년대부터는 평양을 중심으로 평안남도, 북도와 함경남도, 북도 지역으로 확산되었다. 이들 종교계열 학교들은 영어, 라틴어, 서양식 기계기술, 수학, 물리학 및 세계사, 성서 구약과 신약 등을 가르쳤다.

#### 국외의 민족 한 운동

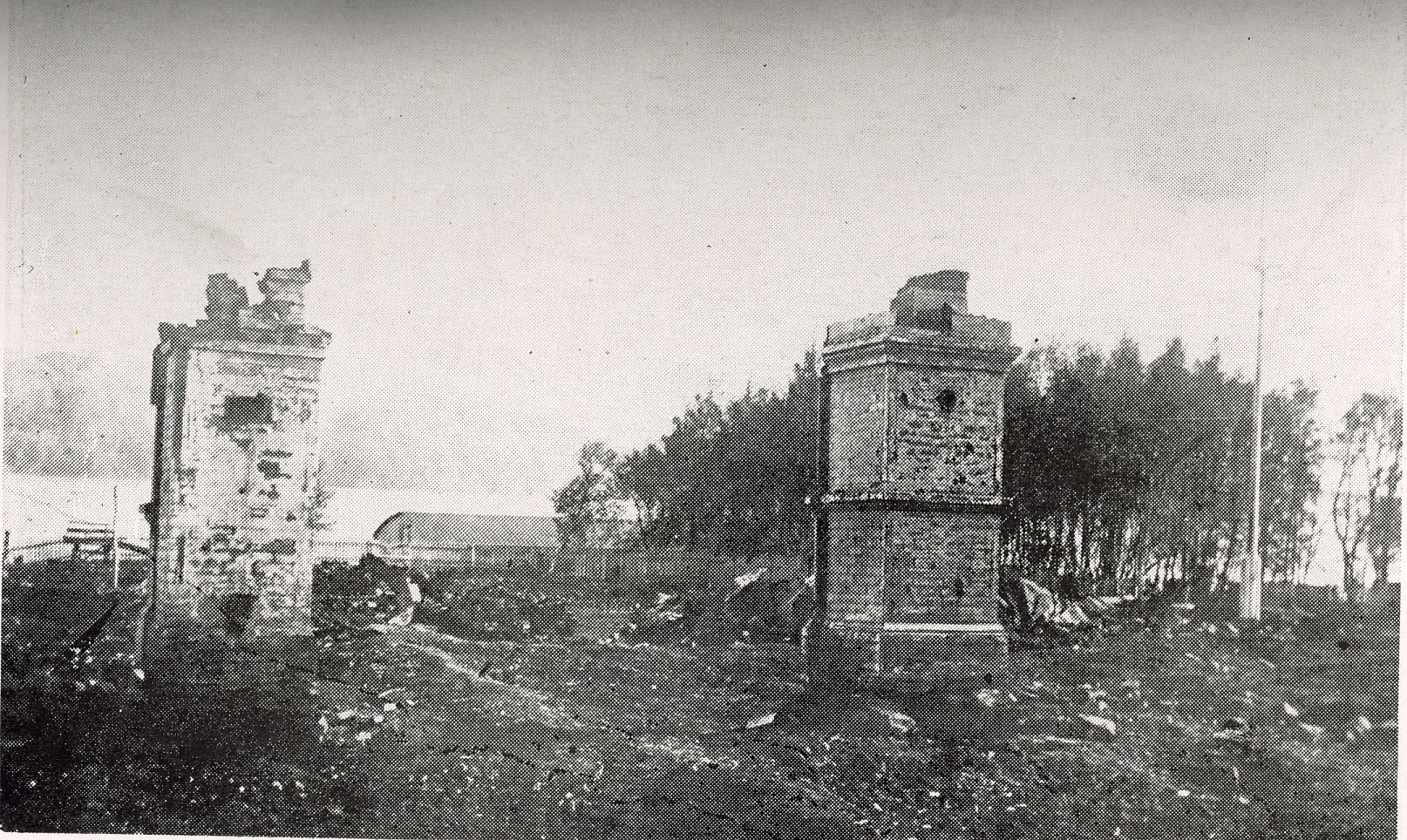
니콜라옙스크 사건으로 불타서 내려앉은 일본영사관 (1920년)

일제의 헌병 통치에 의해 많은 의병 부대와 지식인층 등 애국 계몽운동 인사들이 해외로 이주하였다. 이에 만주의 서간도 삼원보에서는 경학사, 한족회, 부민단 등이 결성되었고, 독립군 장교 양성을 위한 신흥 무관학교가 만들어졌다. 북간도에서는 민족 학교인 서전서숙과 명동학교가 설립되었고, 대종교 인사들이 주도가 되어 중광단, 정의단, 북로군정서 등이 결성되어 무장투쟁을 위한 군사조직이 꾸려졌다.
연해주에서는 블라디보스토크에 신한촌이 형성되어 민족 운동이 근거지가 되었다. 이에 13도 의군과 이상설, 이동휘가 주도하는 대한 광복군 정부가 1914년에 수립되었고, 후에 전로 한족회 중앙 총회와 대한 국민 의회 등이 수립되었다. 니콜라옙스크 사건으로 독립군과 붉은 군대는 일본군을 전멸시켰다.
중국 관내의 상하이에서는 1918년 김규식, 여운형, 신채호, 김구 등이 주축이 되어 신한 청년당이 결성되었다. 이들은 파리강화회의에 김규식을 파견하였다. 이 단체는 후에 대한민국 임시정부 기반을 조성하는 도움이 되었다.
미주 지역에서는 안창호가 주도한 대한인 국민회와 흥사단이 결성되어 독립 운동 자금을 지원하였고, 이승만은 대한인 국민회에서 활동하다가 따로 대한인 동지회를 조직하고 기독교 학교를 설립하였으며, 박용만은 대조선 국민 군단을 조직하여 국권 회복을 위한 군인을 양성하였다.

#### 민족 자본 육성 운동
김성수와 송진우 등은 식민 치하의 한국인들이 일본제 무명, 비단 등을 수입하며 일본제 제품이 한국에 유행하는 것을 보고 일본의 자본이 한국의 침투를 우려하였다. 김성수는 민족산업을 일으켜야 한다고 생각하였고, 마하트마 간디의 경제 자립운동에 영향을 받아 국내자본 육성 계획을 세운다. 우선 그는 중앙고보의 학생들로 하여금 국산 무명옷을 교복으로 입게하였다. 김성수 등은 무명옷을 교복으로 했을 때 인촌은 옷감의 국내 자체생산 및 조달을 생각하였다. 1917년 방직기술자인 이강현의 건의를 받아들여 일제 당국은 순순히 허락하지 않았으나 결국 그의 사업을 승인해주었다. 1917년 10월 재정적으로 어려움을 겪고 있던 광목제조 회사 '경성직뉴주식회사'를 윤치소 등으로부터 인수하였다.

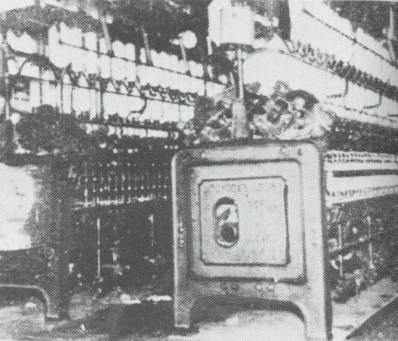
일본에서 도입한 도요타 방직기, 일본 업체들과의 경쟁을 위해 일본 기계를 도입하여 생산량을 증가시켰으며, 김성수는 기계의 성능을 직접 시험하였다.

일본의 방직회사들이 한반도에 진출해 있는 상황에서 그가 시장진출을 확보하는 방법으로 창안해낸 것은 한국인 지사들을 주주로 공모하는 것이었다. 이후 그는 외부 자본의 침투는 민족의 경제를 갉아먹고, 외환의 유출을 촉진한다는 점을 들어 한국인 인텔리들을 설득해 나가기 시작했다.
1918년 봄 김성수는 경상북도 경주를 찾아 최부잣집의 후손 최준을 방문하였다. 김성수가 최준을 찾은 것은 경성방직과 후에 세우게 될 동아일보에 지방의 유력 인사들의 참여를 권유하기 위함이었다. 김성수가 경북 경주를 다녀간 지 1년 후 1919년 10월 경성방직이 설립되었고, 최준은 경성방직의 창립 발기인의 한 사람이 되었다. 최준은 김성수와 안희제 등과 교류하면서 교육의 중요성을 깨달았다 한다. 김성수는 한국인 최초의 방직회사 설립자가 되었는데, 그해 11월 부산에 설립된 조선방직회사는 일본인이 세운 것이었다. 중앙학교의 졸업생 중에서도 윤주복(尹柱福) 등은 그의 권고로 규슈대학 방적학과로 진학, 졸업한 뒤 경성방직에 입사하기도 했다. 전국을 다니며 모집한 끝에 많은 주주와 후견인들을 모았고 경방 창림 발기인들의 주식은 3,790주였고 16,210주는 일반공모주였다. 국내 의류업체들이 일본의 면직물 수입이 증가하면서 일본 면직물에 의존하여 제품을 생산, 한국의 면직물은 거의 소멸될 위기에 처하자, 1918년부터 중앙상공주식회사를 통해 직접 면의류를 생산하기 시작했다.
1919년 10월 5일 김성수, 박영효 등은 명월관 지점 태화관에서 창립총회를 가졌다. 하지만 그것은 실제적 출발점은 아니었다. 경성방직은 설립되자마자 좌초의 위기에 처했고 1926년경에 가서야 조업 정상화에 성공한다.

#### 3·1 운동
1918년 미국의 대통령 우드로 윌슨의 민족자결주의에 감화된 한국의 지식인들, 청년층은 제1차 세계 대전 직후 전개된 세계적인 민족 해방 운동의 조류에 편승하여 대규모 해방 운동을 전개했다. 그러나 윤치호 등 일부 인사들은 이 만세 운동이 실패할 것이라고 전망하였다.
1919년 3월 1일 낮 12시 서울의 탑골 공원에서 독립 선언서를 낭독하고 독립을 선언한 학생과 청년들은 수십만 명의 군중과 함께 "대한 독립 만세!"를 외치며 온 거리를 휩쓸음으로써 3·1운동은 시작되었다. 만세 시위는 일제의 헌병 경찰의 무자비한 탄압 속에서도 삽시간에 전국 방방곡곡 퍼져나갔고, 간도·시베리아·연해주·미주지역까지 퍼져 나갔다.
200만 명이 넘는 민중이 참여하여 약 2개월에 걸쳐 투쟁하는 동안에 232개의 부·군 가운데 229개의 부·군에서 시위와 폭동이 일어났고, 1,491건의 시위를 벌였으며 160개가 넘는 일제 통치 기관을 파괴했다. 그러나 4월말에 접어들면서 일제의 집단 학살·고문·심문·방화 등 무력 탄압으로 3·1운동은 차츰 사그라졌다.
이 운동으로 정부 수립 운동이 활성화되었고, 항일 무장 투쟁을 촉진하였다. 또 독립 운동의 이념과 방법론에 변화가 일어나 복벽주의가 청산되고 사회주의 사상이 수용되어 다양한 독립운동 노선이 등장하였다. 이로 인해 또 운동의 주도 세력으로 학생들이 민족 운동의 중심으로 활동하였고, 농민, 노동자, 여성 운동이 활성화되는 계기가 되었다. 한편 윤치호 등은 한국인 민중의 희생자를 냈음에도 지도자들이 적극 앞장서지 않은 것을 비관적으로 보기도 했다.

#### 1920년대의 민족 해방 운동
3·1 운동 이후 각 지역의 정부 통합 운동이 전개되었다. 민족의 독립 운동의 구심점의 역할 필요성이 증대되었다. 이후 연해주의 대한 국민 의회와 상하이 임시 정부가 해산한 뒤, 13도 국민 대표 회의로 수립된 한성 정부의 법통을 이어받아 중국의 프랑스 조계지였던 상하이에서 대한민국 임시정부를 발족시켰다. 임시 정부는 초반에는 대통령제를 표방하였으며, 초대 대통령은 이승만이었다. 이승만은 외교론자로 외교로서 독립을 이루고자 하였다. 임시 정부는 1919년 파리 강화회의나 1921년 워싱턴 회의에 대표를 파견하여 독립을 호소했으나, 열강의 냉담한 반응으로 전혀 성과를 거두지 못했다. 외교 활동에 소득이 없고, 이러한 외교론의 위기 속에 시도된 이승만의 위임통치청원이 상하이로 알려지자 대한민국 임시정부 주변에 모였던 독립운동가들이 대부분이 이탈하여 민족의 대표기관의 명맥을 잃게 되었다. 이후 김구의 활약으로 다시 살아나기까지 임시 정부는 긴 침체기를 갖게 된다.
한편 간도와 만주, 연해주 등지를 기반으로 조직된 항일 무장 단체들은 3·1운동을 계기로 평안북도 갑산·함경남도 혜산 일대와 압록강과 두만강을 중심으로 한 국경 지방에서 격렬한 무장 투쟁을 벌였다.
일제는 국경 지방의 독립군을 뿌리 뽑지 않고서는 한국을 지배할 수 없다고 판단하고 대규모로 군대를 동원하여 독립군 토벌에 나섰다. 이때 홍범도 부대는 북간도 왕청현 봉오동에서 매복하고 있다가 쳐들어오는 일본군을 전멸시켰다 (1920년 6월). 또 김좌진(金佐鎭)과 홍범도 등이 지휘하던 독립군 연합 부대도 작전상 후퇴를 거듭하면서도 북간도 화룡현 청산리에서 매복하여 일본군 1,500여 명을 살상하는 전과를 올렸다. 일본군은 이에 대한 보복으로 간도에서 한국인 마을을 불태우고, 한국 민간인을 무차별 학살하여, 약 3,000명에서 수 만명의 한국 민간인이 학살당하였다. 이를 간도참변이라고 한다. 독립군은 결국 일제의 토벌에 밀려 소련으로 들어갔는데, 여기서 각 부대들은 대열을 정비하기도 전에 독립 운동의 주도권을 놓고 서로 대립했다. 1921년 6월 자유시 참변이 일어나 대오는 흩어지고 말았다.
이러한 시련을 겪은 무장 독립운동 세력들은 다시 결집하고자 민정 및 군정기관 형태인 3부(정의부, 참의부, 신민부)를 조직해 재정비하고자 하였지만, 1925년 일본제국과 만주군벌 장작림간의 미쓰야 협정이 체결되어 만주에서 활동하는 무장 독립운동이 크게 위축되었다. 1920년대 말에는 남만주 지역에 참의부, 정의부가 통합하여 국민부가 결성되어 훗날 조선혁명군으로 결성되었으며, 북만주에 신민부는 혁신의회로 통합되어 한국독립부으로 계승된다. 이들은 한중연합작전을 통해 대전자령 전투, 영릉가 전투 등에서 승리를 거두었다.
이와 같은 공황 속에서도 노동 쟁의·소작 쟁의·학생 운동·사상 운동 등 일련의 항일 투쟁은 꾸준히 전개되었고, 이 시기에 국내에서는 3 ·1 운동 이후 최대의 6·10 만세 사건(1926년)과 광주학생운동(1929년)이 일어나 일본에 일격을 가했다. 또한 만주 지방에서는 유망민중이 교민회를 조직하여 자활을 모색하였으며, 많은 독립 운동 단체가 조직되어 국내외에서 일본 요인의 암살, 파괴 활동을 적극적으로 펴 나갔다.

#### 물산장려운동과 민립대학기성회

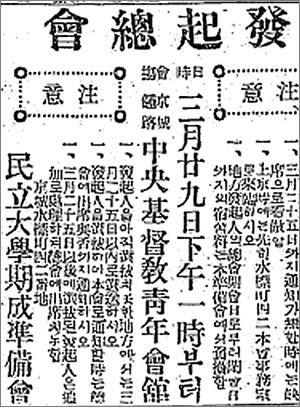
민립대학설립운동 홍보 광고(1923년 3월 20일자 동아일보)

실력 양성이 독립의 길이라고 생각한 민족 지도자들은 실력 양성을 위해서는 국민 개개인이 스스로 배우고 깨달아야 된다고 판단했다. 그는 국산품을 애용하는 것이 곧 민족경제를 살리는 길이라며 한반도에서 나는 물산을 구매해줄 것을 호소하며, 국산품 애용 운동을 펼쳐 나갔다.
또한 일본 유학의 급증과 일본인 자본가들에 의한 학교 설립에 자극을 받아 1921년 1월 이상재, 이승훈, 윤치호, 김성수, 송진우, 유진태, 오세창 등은 조선민립대학설립기성준비회를 발족하고 전국적으로 발기인 모집에 나서기도 했다. 그러나 이 운동은 1924년 중반을 기점으로 동력을 잃기 시작했다. 총독부는 ‘불온사상을 퍼뜨린다’는 이유로 기성회 임원을 미행하고 강연을 막았다. 1923년 관동대지진으로 경제가 불황에 빠지고 1923∼1924년 잇따른 가뭄과 홍수로 이재민 구호가 시급해지자 민립대학 모금은 지지부진해졌다. 또한 조선총독부의 수시 간섭으로 운동은 차질을 빚다가 실패하고 만다.
일본 자본의 침투와 함께 신사상의 출현으로 서양 제품이 급속도로 확산되자 1920년초부터 김성수, 안재홍, 윤치호, 이광수, 조만식 등은 강연, 계몽 활동을 다니며 국산 물건, 국내에서 나는 물품을 애용해줄 것을 호소하였다. 국내에 좋은 제품이 있는데도 외제를 선호한다면 이는 외국 자본의 침투를 도와주는 것이라는 것이었다.

경성 방직 주식 회사의 국산품 애용 선전 광고.

1922년 이상재, 윤치호, 김성수, 이승훈, 김병로 등의 주동이 되고 발기인 1,170 명을 확보하여 민립대학 기성회를 출범시키고 모금활동을 했다. 그러나 일제 당국의 탄압으로 실패하고 말았다. 1923년부터는 조만식·안재홍·송진우 등은 물산장려운동을 추진하였다. 그는 '입어라 조선 사람이 짠 것을, 먹어라 조선 사람이 만든 것을'이라는 구호로, 국내에서 생산된 국산품을 애용해줄 것을 호소하였다.

#### 국내 노동자·농민의 대중 운동
한편 1919년의 3·1 운동 당시의 집단 시위의 효과를 보고 크게 각성한 노동자·농민들에 의해 노농 운동이 급격히 발전했다. 1921년 9월 부산의 부두 노동자 5,000여 명의 총파업, 1923년 8월 평양의 양말 공장 노동자 2,000여 명의 파업, 1923년 9월부터 1년이 넘게 전개된 전라남도 무안군 암태도 소작 쟁의, 1929년 1월부터 3개월 동안 계속되었던 원산 총파업, 그리고 1930년 1월 3,000여 명의 여성 노동자들이 1개월 동안 전개했던 부산 조선 방직 파업 투쟁 등이 대표적인 투쟁이었다.
이러한 경제적 생존권 투쟁이었던 노농 투쟁은 점차 항일 민족 운동화되어 1930년 5월 함경남도 신흥의 장풍 탄광 노동자 300여 명은 노동 조합의 설립을 방해하는 일본인 자본가와 경찰에 맞서 탄광 시설과 사택을 부수고, 총을 쏘며 달려드는 경찰에게 도끼·망치·곤봉으로 맞서 육박전을 벌였다. 1930년 7월 함경남도 단천의 2,000여 명 농민들이 일제의 산림 정책을 반대하여 군청을 포위·습격했다가 여러 명이 일경의 총탄에 맞아 목숨을 잃기도 했다. 이러한 노동자·농민들의 대중 투쟁은 생존권 확보에서 출발한 싸움이었지만, 일제의 식민지 착취와 지배 구조를 반대하는 항일의 성격을 띤 민족 해방 운동의 일환이었다.

#### 신간회, 근우회의 결성과 활동

1927년 2월 14일, 신간회 창립 모습.

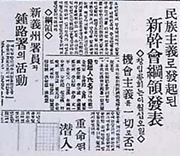
1927년 2월 14일자 조선일보에서 신간회 창립을 보도하는 기사.

1924년 김성수, 송진우 등의 주도로 자치화 운동을 목적으로 한 단체 '연정회(硏政會)' 설립을 추진하였는데, 이는 소위 '민족개량주의' 혹은 '실력양성론'이라는 미명하에 일제 조선총독부의 '문화정치'에 발맞춰 일제와의 타협 속에 추진된 것으로, 비타협 민족세력의 반발로 중단되고 말았다.
1920년대에는 러시아 볼셰비키 혁명의 영향으로 공산주의 사상이 국내에 널리 퍼져 서울청년회·신사상연구회·북풍회 등 사회주의 사상 단체가 대거 조직되었다. 사회주의자들은 노농 운동 등 대중운동을 지도하는 한편, 공산당 건설에 힘을 기울여 1924년 조선노농총동맹과 조선청년총동맹을 결성했으며, 1924년 4월 조선공산당을 지하에서 결성함으로써 공산주의 운동은 더욱 활발하게 전개되었다. 이들 사회주의 세력은 일제의 치안유지법 하에서 활동을 하기 힘들어지자 공개적 활동의 필요성을 느끼게 되었다. 여기 해외에서 국공합작과 민족유일당 운동과 같은 좌우합작 분위기가 불어오고, 국내에서 천도교 세력과 사회주의 세력의 연대의 계기가 된 6·10 만세 운동이 일어났다.
이에 따라 사회주의 세력은 정우회 선언을 통해 우경화되었고, 민족주의 세력은 조선 민흥회를 결성하여 좌파 세력과의 연대 가능성을 보여줘, 민족 유일당의 전단계에 이르게 되었다.
그리고 사회주의자들은 민족주의자들이 타협적인 민족개량주의자와 비타협적 민족주의 세력으로 나뉘게 되자, 비타협적 민족주의자들과 손을 잡고 1927년 2월 신간회를 결성했다. 신간회 결성 후 각 지방에서 신간회 지회가 잇달아 결성되었는데, 1928년말에는 모두 143개의 지회가 조직되었으며, 회원 수는 2만 명에 이르렀다. 신간회 본부와 각 지회는 당시 활발하게 벌어지고 있던 갖가지 대중 운동을 주도하거나 지원했다.
신간회 강령
1. 우리는 정치적 경제적 각성을 촉진한다.
2. 우리는 단결을 공고히 한다.
3. 우리는 기회주의를 일절 부인한다.

특히 1929년 11월 광주에서 한국인 학생과 일본인 학생들 사이에서 일어난 충돌로 광주학생항일운동이 일어나자, 진상 조사단을 파견하고 서울에서 대규모 민중 대회를 준비하여 전국적인 항일 운동으로 발전시키고자 했다. 일제는 민중 대회 사건을 빌미로 삼아 신간회의 중앙의 핵심 간부 40여 명을 체포했다. 이때부터 신간회의 활동은 움츠러들었고, 1931년 5월 사회주의자들의 주도로 해소되었다.

#### 가부장제의 해체와 이혼의 공식화
1920년-30년대에는 봉건과 근대의 가족 형태가 섞이기 시작하였다. 유교적 사고방식에 대한 반발과 반감으로 별거와 독신, 우애결혼 등 대안 가족의 이념과 형태가 등장한다. 또한 조선시대 중기 이후 남편이 부인을 집안에서 축출하는 소박 형태의 이혼만이 존재하던 한국 사회에 여성이 남편에게 이혼을 제기하는 이혼 형태가 점차 급증하였다.
| “ | 작년도 통계에 의하면 조선에서 결행된 이혼건수가 팔천이백이십여라 한다. 재작년의 육천구백구십일 건에 비하면 증가한 수가 일년에 천이백여 건이다… 소위 유산지식계급에서는 남성이 여성을 이혼하고 무산하류계급에서는 여성이 남성을 이혼한다…. | ” |
|   | — 동아일보 1929년 10월 25일자 사설 중에서 |   |

전통에서 근대로의 이행과정에서 등장한 과도기 현상의 하나가 이혼(離婚)이었다. 근대의 제도가 이식되고 신여성, 자유연애 등으로 상징되는 새로운 사조가 유입되면서 이혼도 증가하였다. 조선총독부 통계연보에 따르면 1917년과 1918년의 이혼 건수는 1만542건과 1만498건으로 1만 건을 넘기면서 일제강점기 최고를 기록했다. 이혼 건수의 결혼 건수에 대한 비율은 1910년대 7%였고 1920년대 이후에는 4% 안팎을 유지했다. 당시 이혼은 신문 사설이 비중 있게 다룰 정도로 큰 사회문제였다.
1920년대에는 부부간에 아이를 낳지 않고, 재산은 각자 재산을 갖고 있되 공동부담으로 처리하는 우애결혼이 등장하였다. 이후 '부부가 아이를 낳지 않고 서로 원하면 이혼할 수 있다'는, 지금 봐도 파격적인 조건의 '우애결혼'은 1930년대 지식인들 사이에서 유행하였다. 이 무렵부터 나혜석, 김원주, 박인덕 등의 여성 운동가들은 가부장제를 봉건 사회와 전제정에 비유하여 비판하는 한편, 이혼을 할 자유를 요구하는 강연과 칼럼 활동을 하기도 했다. 1920년대 초반 당시의 사회에서는 이혼을 범죄시, 터부시하였으나 이혼이 증가하면서 1930년대에 가서는 공식석상에서 이혼에 대한 비판은 사라지게 된다.

### 1930년대 사회상

#### 자유 연애론의 확산
1930년대 초에는 자유연애를 부르짖은 신여성들의 대담한 선언으로 연일 신문에 오르내렸다. 정조는 육체가 아닌 정신에 있다는 ‘신정조론’을 외친 시인 김원주를 비롯해 정조란 오직 취미에 불과한 것이라는 '정조취미론'을 내세운 나혜석, 성적 만족을 위해서라면 정신적인 사랑 없이 육체적 결합이 가능하다는 '연애 유희론'을 주장한 허정숙 등은 화제가 되었다.
여성에게만 정조를 요구하는 것이 부당하다는 항거를 넘어선, 여성도 육체적 행위의 주체가 될 권리가 있다는 주장은 애욕의 순례자라는 비난을 여성들에게서 듣기도 했다.
남편에게 위자료를 주고 이혼한 박인덕의 이혼 사건과 파리에서 한 자유로운 연애와 염문이 화제가 된 나혜석 등은 연일 사회의 화제가 되었다. 윤치호 등 일부 사회 운동가들은 이혼녀들에게 가해지는 비판에 맞서 이들을 변호하였다. 그러나 애정없는 육체의 결합을 미화시킨 허정숙 등의 의견에 대해서는 연일 지탄과 비판 여론이 등장하였다.

#### 브나로드 운동과 문맹 퇴치 운동

브나로드 운동 당시의 벽보물

1931년 김성수, 송진우, 이광수 등은 농촌의 문맹자가 많은 것을 보고, 농촌 계몽운동인 브나로드 운동(v narod movement)을 주도했는데 브나로드 운동이란 러시아어로 '민중 속으로'라는 뜻이다. 이는 농촌에도 소학교와 중등 학교를 세우고, 나이가 많은 고령자와 장년층을 위해 야학을 설치하여 글과 숫자를 깨우치게 하자는 것이 취지였다. 김성수, 송진우, 이광수 등은 대학생들과 대학 출신 인텔리들에게 이를 호소했고, 이들의 호소에 심훈, 최용신, 곽상훈, 박순천 등의 대졸 출신 인재들이 각지의 농촌으로 가서 봉사, 계몽활동을 하게 된다. 1931년 7월 동아일보에서는 "배우자, 가르치자, 다 함께"라는 기치를 내걸고 브나로드 운동이라 불리는 농촌 계몽 운동을 주도했다.
1929년부터 학생들은 여름방학을 이용하여 문맹타파운동을 전개하였고, 사회적으로 커다란 호응을 얻었다. 1931년 7월 학생들은 동아일보의 후원을 얻어 ‘브나로드 운동’라는 슬로건 아래 농촌계몽에 나섰다.
이 운동은 학생계몽대를 중심으로 하여 학생강연대·학생기자대로 나누어 전개되었다. 학생계몽대는 남녀 고교생으로 구성하여 한글과 산술을 가르쳤고, 학생강연대는 전문대학 이상의 학생들로 구성되어 학술강연·시국강연·위생강연을 담당했으며, 학생기자대는 고교와 전문대학생으로 구성되며 여행일기·고향통신·생활수기 등을 신문에 투고하도록 하였다.
김성수, 송진우, 이광수 등은 각종 계몽과 칼럼을 통해 실력 양성이 한국인들의 살 길이고, 실력 양성을 위해서라면 일단 문자와 말과 글을 알아야 한다고 역설하였다. 이들 자신이 앞장섰고 심훈, 나혜석, 허정숙, 최용신, 심대영 등의 청년 지식인들이 이에 적극 동참하게 되었다. 수많은 청년 지사들의 동참으로 한국인의 언어, 문자 식자율은 1910년 10%에서 1936년 무렵에는 65%까지 상승했다.
농촌지역은 문맹과 기아, 질병이 만연했하였으므로 농촌을 계몽하겠다는 이상을 품은 대학생들이 방학, 혹은 휴학기간을 이용해 농촌 계몽 운동에 참여하기 시작, 전국적으로 확산된다. 그러나 조선총독부의 학무국과 경무국으로부터 반일사상 고취를 의심하여 김성수, 송진우와 동아일보 등을 방문, 소환, 전화 항의 등을 하였지만 별다른 혐의접이 없어 브나로드 운동 자체를 막지는 못했다. 1938년 일제 당국의 탄압을 받고 중단되지만, 해방 이후 대한민국 대학의 농촌 봉사활동 (농활) 운동으로 이어진다.

#### 혁명적 대중 조직 건설 운동
1930년대에 들면서 혁명적 노동 조합·농민 조합 운동이 활발히 일어났다. 노동 조합 활동가들은 지하에서 비합법적인 준비 조직을 결성하고 표면으로는 합법적인 노동 조합, 파업 본부, 노동자 친목회 등을 결성하여 운동을 지도했다. 또한 공장 신문·팜플렛·전단 등을 통해 노동자들에게 8시간 노동제, 최저 임금제, 동일 노동·동일 임금을 선전하고 나아가 민족 해방 운동을 선동했다. 혁명적 노동 조합 운동은 공업 시설이 집중된 흥남·함흥·원산 일대에서 가장 활발하게 일어났다. 1931~35년까지 혁명적 노동 조합 운동을 하다가 일제 경찰에 체포된 사람의 수는 전국에 걸쳐 1,759명이나 되었다.

1935년 3월 30일자 동아일보. 함경남도 단천에서 3000여명의 농민들이 대규모로 적색 농민조합 운동을 일으켰다고 보도한 기사.

농민 조합 운동가들은 농촌 내의 기존 청년 동맹·여성 동맹·소년 동맹을 혁명적 농민 조합에 편입해 각각 농민 조합의 청년부·부녀부·소년부로 만들어 역량을 강화하는 한편 농민의 이익을 위해 투쟁했다. 혁명적 농민 조합의 지도 하에 농민들은 격렬한 반일 민족 해방 운동을 전개했는데, 특히 함경북도 명천의 농민들은 동과 면마다 계엄대·동지 탈환대·규찰대·연락대 등을 조직하고 일제의 폭력에 맞서 싸우는 등 투쟁을 대중적 폭동으로 발전시켜 나갔다. 혁명적 농민 조합은 전국 70여 개 군에 조직되었고, 1931~35년에 경찰에 적발된 혁명적 농민 조합 사건은 43건, 검거된 사람은 4,121명에 이르렀다. 중일 전쟁이 일어난 뒤 더욱 엄혹해진 상황에서도 혁명적 농민 조합 운동은 비밀리에 계속되었다.

#### 참정권 획득 계획과 실패
1936년에는 한규복 등의 인물이 참정권을 얻어낼 계획을 세웠으나, 일제 당국의 반대로 무산되었다.지원병제는 1930년대 중반부터 일부 친일 유지층 사이에서 자발적으로 제기되었다. 먼저 박춘금(朴春琴)이 대의사(代議士)가 된 후 일본국회에서 이 문제를 들고 나왔고, 그 후 친일인사들에 의해 여러 번 건의되었다. 1936년 11월 24일 경성부회의원 조병상(曺秉相), 조선총독부 중추원 참의인 한규복 등이 중심이 되어 30여 명의 간담회를 열어 구체적으로 이 문제를 추진키 위해 위원 8명으로 기성회를 구성하고 1937년 발회식(發會式)을 가질 예정이었다. 그러나 일본 당국은 이 문제가 참정권하고도 관계가 있다 하여 일단 중지시켰다. 이후에도 그는 조선총독부에 참정권 허용을 요청하였지만 거절당한다.
한규복과 박춘금 등은 일본의 전쟁에 조선인들도 일본의 국민이니 참여해야 한다고 주장하였다. 그러나 일본 본국 정부에서는 이들의 한국인 학병 참여 주장이 한국인 참정권 획득이 목적이라는 것을 간파하고 사전에 쐐기를 박았다. 그러나 중일 전쟁 이후 병력이 부족해지자 일본은 한국인들의 자발적 학병 참여 운동을 막지 않게 되었다.

#### 장기간의 불황과 만혼, 독신자의 등장
1930년대에는 한국 최초의 독신자들도 등장하기 시작하였다. 이에 조선총독부와 사회, 유림들과 보수적 지식인들까지 나서서 이를 문제로 지적하며 해결하려 하였다. 독신자의 등장과 30세가 넘어서 결혼하는 만혼자의 증가에 유교성리학자들과 보수적인 지식인들은 사회의 붕괴를 우려했고 말세라는 여론이 터져나오기도 했다. 1933년 12월 잡지 '삼천리'가 개최한 '만혼타개좌담회'에서 나혜석과 이광수 등이 패널로 참여하여 이 문제를 토론하기도 했다.
| “ | 행복한 결혼보다 불행한 결혼이 많다는 점에서 독신 생활을 주장하는 건 당연해요. 여성의 경우 더욱 그렇죠. | ” |
|   | — 나혜석                                                                                               |   |

| “ | 혼자 살기도 어려운 세상에 아내까지 얻어서는 생활할 도리가 없다 보니 젊은 남자들도 결혼하지 않는 겁니다. 경제적 요인이 가장 큰 이유죠. | ” |
|   | — 이광수 |   |

일제강점기 중반, 한국의 젊은이들은 미국과 유럽 등에게서 유입된 근대적 개인주의 사조의 유입과 여성의 자의식 확산, 경제적 궁핍, 민족적 시련을 경험하면서 가족과 결혼 제도에 대한 극심한 가치관 혼란을 겪었다. 또한 개인주의 사상을 죄악시, 터부시 하는 조선총독부에 대한 반감, 유교성리학자들과 보수적인 지식인들에 대한 반감으로 개인주의와 합리주의, 쾌락주의 사상은 점차적으로 확산되어갔다. 1930년대의 경제공황은 미국과 유럽에도 영향을 미쳤고 일본과 아시아에도 영향을 주었다. 경제공황으로 실업과 빈곤이 심각했던 1930년대엔 만혼 풍조와 결혼 기피가 사회 현상으로 떠올랐다. 이에 사회 저명인사들이 참여하는 '만혼을 타개하자'는 내용의 좌담회까지 열게 된 것이다. 그러나 호응도는 낮았고 일시적으로 만혼과 이혼이 줄어드는 듯 하다가 다시 만혼, 이혼, 독신이 증가하게 된다.

### 전시체제 무렵

#### 창씨개명 사태
1939년 11월 10일, 조선총독부는 '조선민사령(朝鮮民事令)'을 개정(제령 제19호)하여 한국에서도 일본식 씨명제(氏名制)를 따르도록 규정하고, 1940년 2월 11일부터 8월 10일까지 '씨(氏)'를 정해서 제출할 것을 명령하였다.
조선총독부 총독 미나미 지로의 개인적인 정책에서 출발한 것으로 일본 제국 조정과 협의 없이 일방적으로 추진한 정책이라 일본인 내부에서도 강한 반발을 불러일으켰고, 1942년 미나미가 조선총독에서 해임되는 원인이 되기도 한다. 미나미 지로에 의해 발표된 이후 창씨개명령은 한국인의 집단 반발 외에도, 일본 내부의 반대와 비난, 조선총독부 내부에서도 총독부 직원들의 집단 반발에 부딪쳤다. 조선총독부 경무국만 해도 창씨개명에 반대하였다. 또한 일본 내지에서도 반대론이 거셌다. 식민지 조선과 일본 내지에서 반대가 얼마나 거세게 일었던지 윤치호는 1940년 7월 5일자 일기에서 미나미 지로 총독이 경질될 것이라고 예상하기도 했다. 그러나 미나미 지로는 창씨개명 계획을 밀어붙여 논란을 일으켰다.
그러나 창씨개명령 시행을 발표하면서 한국인 사회는 논란이 일어났고, 춘원 이광수 등은 창씨개명을 공식 지지, 자발적으로 동참할 것을 선언하기도 한다. 1939년 12월 12일 이광수는 경성일보에 창씨개명에 적극 동참하자는 취지의 칼럼을 기고하기도 했다. 그리고 이광수는 앞장서서 창씨개명하였다. 이후 그에게는 무수한 협박과 투서, 비난이 쏟아졌다. 그러나 그는 창씨개명은 불가피한 일이며 일본과 조선총독부는 우리가 원하지 않더라도 강제로 창씨개명하도록 조처할 것이라고 답하였다.
창씨개명 시행은 한국 사회의 근간을 흔드는 일이었기 때문에 한국인들의 반발은 거셌고, 친일 인사들조차 혼란에 빠졌다. 창씨(創氏)의 강압 속에서도 이를 거부하고 자결한 사람도 있었으며, 부당함을 비방하다가 구속된 사람도 많았다. 일본 내지 쪽에서는 특히 조선총독부 관리 출신들이 총독부 후원 기관으로 조직한 '중앙조선협회'가 맹렬한 창씨개명 반대 운동을 전개했다. 조선총독부 내부에서조차 치안을 담당하는 경무국을 중심으로 반대가 있었다. 일본인들의 경우 창씨개명을 시행함으로써 한국인과 일본인의 구별·분리가 어렵다는 이유를 들어 창씨개명을 반대했는데, 한국인들에 대한 차별의 약화를 두려워했던 이유가 컸다. 조선총독부는 창씨개명이 내선일체의 완성이라고 선전했으나, 일본의회의 대정부질문에서는 '조선에 본적을 둔 조선인은 일본으로 본적을 옮기는 것을 금지하고 있으며, 일본인도 조선으로 본적을 옮길 수 없다'며 한국인과 일본인의 분리·차별은 계속될 것임을 드러냈다.
일본인들은 창씨개명을 시행함으로써 한국인과 일본인의 구별, 분리가 어렵다는 이유를 들어 창씨개명을 완강하게 반대했다. 한국인들의 창씨개명 반대 만큼 일본인들의 반발도 거셌다. 일본인의 반대 여론이 의외로 높았던 것을 두고 후일 교토대 인문과학연구소 미즈노 나오키(水野直樹) 교수는 다른 무엇보다 한국인에 대한 차별의 약화를 두려워 했기 때문이라고 지적한다.
총독부 내부에서도 창씨개명에 반발했는데, 특히 조선총독부 경찰은 한국인이 똑같이 일본식 이름을 쓰게 되면, 그가 한국인인지 일본인인지 구별이 쉽지 않다는 반론을 제기했으며, 내지측 일본인들 사이에서도 이런 우려가 높았다는 것이다.

##### 창씨개명 사태 중재

윤치호

1940년 1월 초 총독부는 창씨개명이 한국인들의 희망에 의해 실시하는 것으로 일본식 성씨의 설정을 강제하는 것이 아니라 단지 일본식 성씨를 정할 수 있는 길을 열어놓은 것이라고 발표했다.
1940년 1월부터 조선총독부 미나미 지로 총독은 창씨개명을 하는 것이 어떻겠느냐는 주제의 담화문을 발표했고 이는 한국 사회에 논란이 되었다. 1월 4일 미나미 지로 총독은 한국인들에게 창씨개명을 강요할 생각이 없다고 천명했다. 그런데 그가 뒤이어 한국인들이 창씨개명하면 흐뭇하게 생각할 것이라는 점을 분명하게 시사하는 바람에 상황이 더욱 복잡해졌다. 총독에게 아부하는 한국인 지식인들은 당연한 것이라며 총독을 추켜세웠고, 결국 1940년 2월부터 창씨개명이 대대적으로 단행된다.
한편 한국의 정치 지도자 중 윤치호는 창씨개명에 부정적이었다는 이유로 1940년 5월 1일 조선총독부 경무국으로 소환되었다가 풀려났다. 5월 1일 오전 조선총독부 경무국에서 소환조사를 받고 풀려났다. 오전 11시 그는 총독부에서 미나미 지로 총독을 면담했다. 미나미 총독과의 면담에서 그는 창씨개명 기일을 연기해 달라고 부탁했다.
| “ | 저는 내선일체를 완성하는 수단으로 조선인들의 창씨개명을 찬성하는 사람입니다. 그런데 이 정책에 반대하는 사람들이 개진하는 세 가지 이유를 총독 각하께 말씀드리고 싶습니다. 1. 창씨개명을 반대하는 이들은 도쿄에서 창씨개명을 반대하고 있다는 이유를 듭니다. 전 이것이 합당한 사유는 될 수 없다고 생각합니다. 총독부가 도쿄에 있는 특정 인사들의 의견을 추종해서 조선의 세부정책을 입안해 실행하지는 않을 거라는 사실 때문이지요. 2. 창씨개명을 반대하는 이들은 조선에 거주하고 있는 일본인들이 창씨개명을 반대한다는 이유를 듭니다. 창씨개명으로 일본인과 조선인의 구별이 사라지게 될까봐 그렇다는 겁니다. 다시 말해서 조선인 모두가 일본식 이름을 갖게 되면 자기들의 우월감이 사라지게 될까봐 우려하는 일본인들이 있다는 겁니다. 저는 특정 부류의 일본인들이 가지고 있는 이 우월감을 타파하기 위해 전력을 기울이고 있는 총독 각하께 우리 조선인이 고마움을 느껴야 한다고 생각합니다. 3. 창씨개명을 반대하는 조선인들은 지난 수백 년 동안 조선인 이름을 간직해온 우리 조선인들이 지금처럼 김씨, 이씨 등으로 살면서도 충량한 일본 신민이 되지 말라는 법이 어디 있느냐고 말합니다. 전 이 주장에 꽤 설득력이 있다고 생각합니다. 조선인들이 충분한 시간을 갖고 이 문제를 결정할 수 있게 마감시한을 오는 8월 11일로부터 6~10개월 정도 늦추면 어떨까 싶습니다. | ” |

##### 창씨개명 단행

1940년 경성부청 민원국 호적과에 찾아가 창씨개명 등록을 하는 경성부 주민들

1940년 1월부터 조선총독부 미나미 지로 총독은 창씨개명을 하는 것이 어떻겠느냐고 권고 형식으로 창씨개명론을 발표했다. 그리고 1월 4일 미나미 지로 총독은 한국인들에게 창씨개명을 강요할 생각이 없다고 천명했다. 일부 한국인들은 총독이 한국인을 배려한다며 총독의 뜻을 찬양하였다.
그러나 1939년 12월부터 창씨개명에 자발적으로 동참하자고 권고한 이광수 조차 총독의 희망하는 사람에 한해서 창씨개명을 해도 좋다는 주장에 의혹을 제기한다. 이광수는 '당국은 창씨개명을 강요하는 일은 (절대) 없을 거라고 말합니다. 그러나 그들은 갖가지 수단과 방법을 동원해서 우리가-우리들 대부분이-창씨개명하도록 조처할 것이 틀림없을 것'이라는 점과 '우리 어른들이야 창씨개명할 필요가 없을지도 모릅니다. 하지만 아이들은 입학과 취직시에 (각종) 차별대우를 받을 것'이라며 창씨개명 거부 이후의 불이익을 예상, 우려하였다.
윤치호는 거듭 창씨개명 기일을 연기해달라고 청했고, 그 뒤, 윤치호의 청을 받아들인 미나미 지로 총독은 창씨개명령 시한을 늦춰 1941년 1월부터 창씨개명이 대대적으로 단행된다. 창씨개명에 시종 부정적이었던 윤치호 역시 창씨개명을 거부할 경우에 가해질 불이익을 염려하였다. '당국이 이미 창씨개명하기로 결정한 이상, 그들은 조선인들이 창씨개명하도록 반드시 조치를 취할 것이다. 그들은 창씨개명을 거부하는 저명한 조선인들을 반일분자로 블랙리스트에 올릴 것'이라는 점을 지적했다. 그러나 일부 한국인들은 자발적으로 창씨에 참여하였고 경성부청과 구청, 각 부청과 군청사 등에는 창씨개명을 하러 자발적으로 몰려든 주민들로 인해 혼선이 빚어지기도 했다. 반면에, 창씨개명의 강요를 거부하고 자결한 사람도 있었으며, 부당함을 비방하다가 구속된 사람도 나타났다.
한편, 이와 같은 창씨의 강압 속에서도 일부 인사들은 끝내 이를 거부하였고, 6개월간 신고하도록 했으나 3개월이 지나도록 신청률이 7.6%에 불과하자 조선총독부는 행정력과 경찰력을 총동원해 창씨개명을 하도록 더욱 협박하고 강요해 신고 마감 시기까지 80%인 322만 가구가 창씨개명하였다.
창씨계출(創氏屆出) 초기에는 일부 친일파들이 자발적으로 창씨개명을 하려고 몰려들어 경성부청과 구청, 그 밖의 부청과 군청사 등이 혼잡을 빚기도 했다. 그러나, 한국인의 희망에 따라 실시하게 되었다는 창씨개명은 1940년 5월까지 창씨계출(創氏屆出) 호수(戶數)가 7.6%에 불과하자, 조선총독부는 행정력과 경찰력을 총동원해 창씨개명을 하도록 협박·강요하여 신고마감 시기까지 322만 가구, 79.3%로 창씨율을 끌어올렸다. 창씨개명은 1946년 미군정과 소련 군정에 의해 폐지된다.

##### 징용자 & 위안부

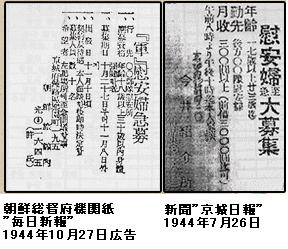
위안부 모집 광고들

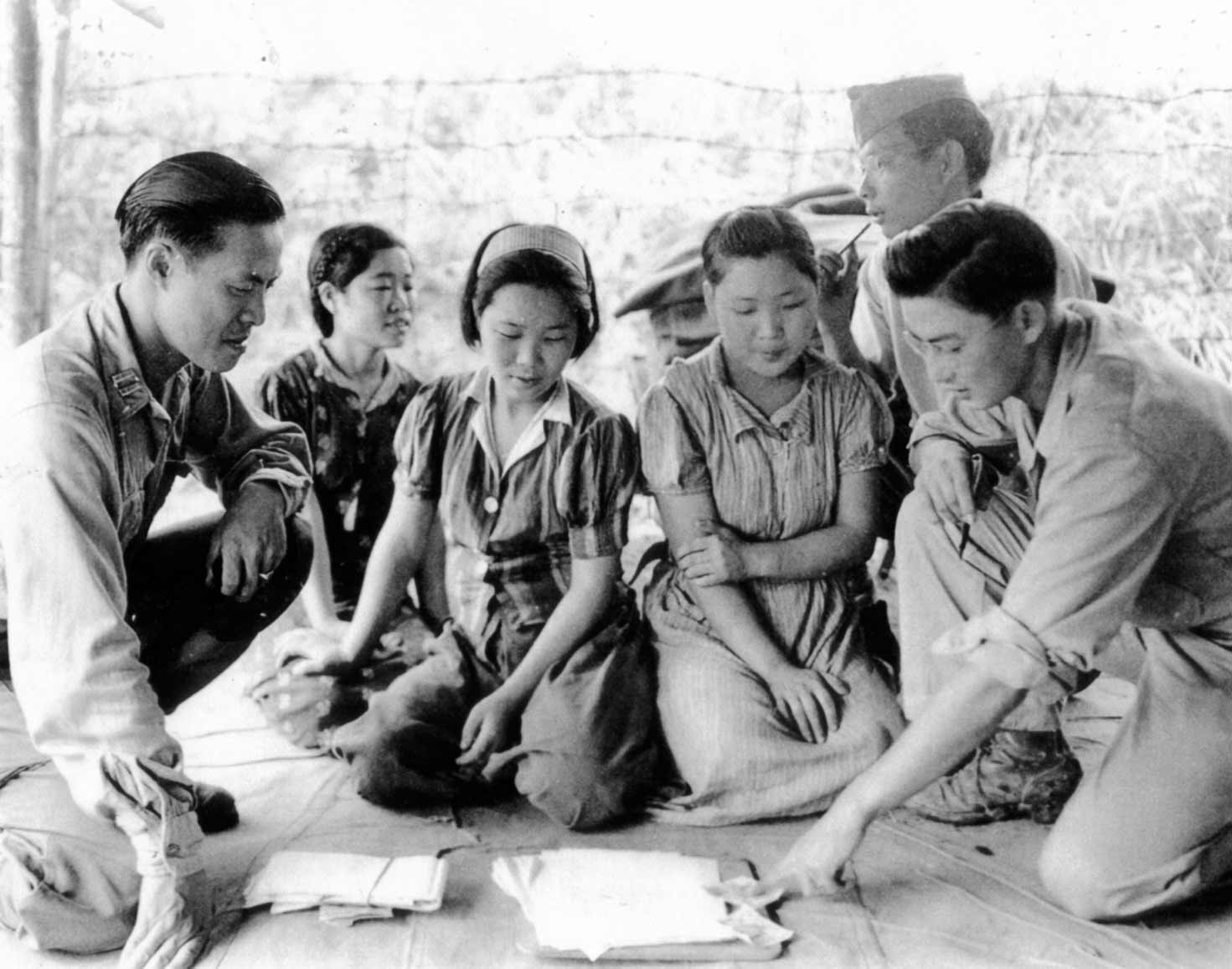
1944년 8월14일 버마 미치나에서 미군의 심문을 받는 한국인 위안부의 모습.

중일전쟁 이후 조선총독부와 일본 정부에서는 본격적으로 위안부와 징용자들을 모집하였다. 이 와중에 직공을 차출한다는 광고를 보고 속임수로 끌려간 이들도 있고 일부는 광고를 보고 자발적으로 위안부나 징용으로 가기도 했다. 식민지 조선, 일부 일본 여성과 타이완, 중국 대륙, 동티모르, 필리핀, 소수의 네덜란드 여성들이 있었다.
일본군 사령부 혹은 군납 업체에서는 위안부를 모집하기 위해 신문 광고, 잡지 광고, 방송 광고 등을 통해 모집 광고를 냈다. 하지만 강제로 끌려간 사람들이 더 많다고 한다. 피해자는 최소 4만 명에서 최대30만 명으로 추정된다고 한다.
| “ | 위안부지급대모집 (위안부를 급히 대모집) - 연령 : 17세 이상 30세 계(이하) - 근선 (근무지) : 후방 ○○부대 위안부(慰安婦) - 월급 : 300원 이상(전차 3000원 계하 | ” |
|   | — 경성일보 1944년 7월 26일자에 보도된 위안부 모집 광고 |   |

| “ | 『군』위안부 급구 - 행선지 : ○○부대 위안소 - 지원자격 : 연령 18세 이상 30세 이내 신체 강건한 여성 - 모집기일 : 10월 27일부터 11월 8일까지 - 계약급대우 : 본인 면접후 즉시 결정 - 모집인원 : 수십명, 희망자 좌기장소에 지급간의(도착하여 질문)할 것 - 경성부 종로구 낙원정 195번지, 조선여관내 광3-263호, 허씨(許氏) | ” |
|   | — 매일신보에 보도된 위안부 모집 기사 |   |

1944년 당시 위안부 모집은 경성부 종로구 낙원정에 있었으며 징모 담당자는 허씨였다. 다만 군인이 모집할 경우에는 소속 부대와 관등성명이 기입되었다. 일부 위안부들은 모집광고를 보고 찾아가기도 했다. 중일 전쟁 이후 일본의 식민지에서는 위안부 모집 광고, 방송 등이 실렸다. 그러나 한국에서 이를 거부한 언론은 조선일보와 동아일보만이 유일하였다.
1937년부터 1940년까지 징용자와 위안부 차출 혹은 공출, 자원 징용자, 자원 위안부의 수가 급증함에 따라 조선총독부에서도 더 이상 한국인 지식인들의 참정권 요구, 자치권 허용 요구를 거절할 수 없게 되었다.
1940년대 초 인도네시아 수마트라섬 팔렘방에도 조선인 위안부들이 있었고, 팔렘방에 있던 위안부들은 ‘제1명월관’과 ‘제2명월관’ 두 곳에 나뉘어 있었고, 명월관은 일본군에 협조하며 위안부를 관리하는 한국인 형제가 운영하였다.

### 일제강점기 말기

#### 대한민국 임시정부의 활동
대한민국 임시정부 주도하의 독립 운동은 1920년대 중반 대체로 침체되었으나, 김구의 주도하에 다시 활발하게 진행되었다. 김구는 1932년 1월 8일 이봉창을 시켜 일본 국왕을 암살하려 하였으나 실패하였다. 그러나 이 사건으로 해외의 동포들이 격려 편지와 자금을 보내왔다. 김구는 이덕주와 유진식에게 일본 총독의 암살을 지시하여 본국으로 보냈다. 또한 윤봉길을 시켜 상하이 사변 승전 기념 천양절에 폭탄을 던져 적잖은 일본인 사상자들을 발생시킴으로 성공하였다. 이후 두 일왕 암살의 주모자로 수배된 김구는 숨어 다녀야 했으나 난징으로 거처를 옮긴 국민당 정부는 이러한 사건들로 임시 정부를 협력 대상으로 생각하였고, 김구를 지원하였다. 일본의 영향력하에 들어간 상해에서 피신하여 1933년에는 장제스와 항일 전선 협력에 합의하였다.
이 무렵에 양기탁이 1933년 10월 국무령에 선출되어 1935년 10월까지 재직한다. 그러나 일본군이 중국을 침공함과 함께 임시정부는 상하이를 탈출해야 하는 상황에 이르러 난징과 창사를 거쳐 1940년에는 충칭(重慶)으로 그 본거지를 옮기게 된다.
충칭에서 국민당과 미국의 도움을 얻어 광복군 총사령부를 창설하고, 제2차 세계 대전이 태평양 전선에서 확대된 1941년 12월 9일에는 연합군에 가담해 일본에 대해 선전포고를 발표하지만, 본국 탈환 작전의 준비 중에 일본의 항복을 맞이하게 된다.

#### 조선총독부의 한국인 참정권 운동

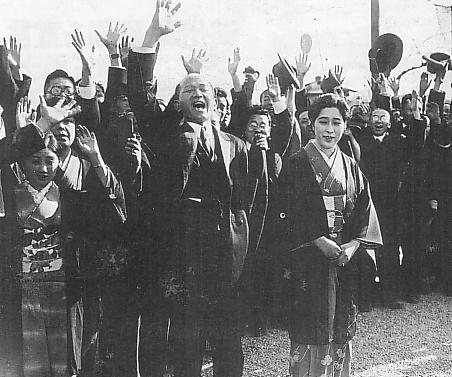
박춘금 일본 제국의회중의원 의원 당선되었을때.

1940년부터 조선총독부는 일본 본국에 한국인의 참정권을 허락해줄 것을 요구하였다. 1932년 12월 박영효가 귀족원 의원에 칙임된 예가 있었고, 1941년에 윤덕영(尹德榮)과 박중양이 선정되었는데 박중양은 이때 귀족원 의원직을 사양했다. 그러나 박중양은 1945년 4월 3일 두 번째로 귀족원 의원직에 임명되자 이때는 수용한다. 1943년에는 이진호가 칙선되고 있었지만, 제도로서 규정되어 있는 것은 아니었다. 이때까지의 귀족원 의원은 임명되면 받아들이는 것이었다. 이것을 거절한 인물은 박중양이 유일했다.
1936년 한규복, 박춘금 등의 한국인 참정권 운동을 경계하였지만 1940년 태평양 전쟁 이후 병력, 물자의 부족으로 한국에서 병력, 물자를 공출해가면서 한국인에게도 그에 대한 급부를 주어야 한다는 여론이 나타났다. 1940년부터 조선총독부는 일본 본국 정부에 한국인들에게도 참정권을 줄 것을 요구하여 1945년에 비로소 해당 법안이 일본 의회를 통과하였다.
일본 제국 국회의 상원 격이었던 귀족원에 한국인 출신 의원이 선출된 배경은 한국인들의 참정권 요구가 받아들여진 결과였다. 징병제가 일본 본국의 일방적인 요구에 의해 실시되었던 것에 비해, 참정권 문제의 해결은 조선총독부가 작성한 원안대로 관철되고 있는 것으로 알려지고 있다. 귀족원 의원의 칙선의원 7명은 1945년 4월 3일에 선임되었는데 김명준(金明濬), 박상준(朴相駿), 박중양, 송종헌(宋鍾憲), 윤치호(尹致昊), 이진용(李珍鎔), 한상룡(韓相龍) 등이었다. 한편 한국인 몫의 하원격인 중의원 의원 23명은 의회가 만기되면 선거에 의해서 선출될 예정이었다.
1945년 당시 한국인 귀족원 의원으로는 박영효, 윤덕영, 이진호, 윤치호, 김명준, 박중양, 박상준, 송종헌, 이기용, 한상룡 등이 선임되었다. 초기에 박영효, 윤덕영, 이진호, 김명준, 박상준, 송종헌, 이기용, 한상룡 등을 선정하고 1945년에는 박중양, 윤치호를 추가로 선임하였다.
한국인 지식인과 관료들의 참정권 요구에 답변을 회피하던 조선총독부는 자발적으로든, 타발적으로든, 권고에 의해서든 한국인들이 태평양 전쟁에 강제 징집되거나 자원해서 입대하자 이를 계기로 본국 정부에 계속해서 한국인의 참정권을 허락해줄 것을 요청했다. 1940년부터 총독부의 요구는 결국 1945년 1월에 가서야 통과된다.

#### 한국인 귀족원 의원 선출 과정

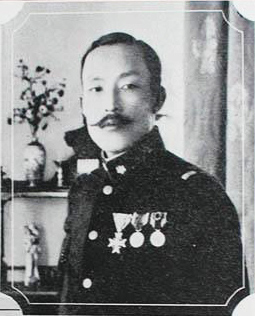
박중양 일본 제국의회귀족원 의원을 역임하였다.

한국인에 대한 참정권의 부여가 법률로써 실현된 것은 1945년 1월의 일본 의회를 통과한 법률 제34호 '중의원 선거법 중 개정법 율안'과 칙령 제193호 '귀족원령 중 개정안'에 의해서였고, 참정권 부여는 한반도와 타이완에서 동시에 이루어졌다. 이를 두고 사학자 김유리는 참정권 문제 해결이 늦어졌다는 평을 내리기도 했다. '참정권 문제의 해결은 한반도에 대한 징병 실시가 발표되었던 1942년의 시점에 이루어졌어야 할 것이다. 그러나 징병제 발표 시기에도 아무런 언급조차 없었고, 오히려 징병제와는 '별도로 고려되어야 할 것'으로 주장되었다.'고 비판했다. 그는 '징병제와는 '별도로 고려되어야 할 것'으로 주장되고 있었던 문제가 2, 3년의 잠복기간을 거친 후 한국인들의 강한 요구라는 구실을 빌어 해결을 서두르지 않으면 안되었던 이유가 무엇인지 고찰해 볼 필요가 있을 것이다.'고 비판한다.
원래 귀족원 의원의 피선거권은 일본은 '제국신민인 남자로서 연령 30세 이상인 사람'으로 규정되어 있었다.
그러나 한국인들에게 부여된 참정권도 일부 제한이 있는 것이었다. 먼저 귀족원 의원의 경우는 한반도와 타이완에 거주하는 만 30세 이상의 남자로서 명망이 있는 사람으로부터 칙임된 사람 10명 이내를 참가시키며, 7년 임기로 하였다. 이 10명의 귀족원 의원 가운데 몇 명씩을 배당할 것인가에 대한 명문 규정은 없었으나, 7명을 한반도에, 나머지 3명을 타이완에 할당하고 있었다. 그리고 이들 귀족원 의원들은 1945년 4월에 鈴木 내각이 성립한 직후의 임시의회에 참가하고 있다.
원래 일본 출신 일본 귀족원 의원의 임기는 종신이었음에도 불구하고 한반도와 타이완 출신 의원의 임기를 7년으로 한 것은 또 다른 차별을 만든 것이었다.
조선총독부의 건의를 수용한 일본 정부는 시간이 지나면 하원격인 중의원에도 한국인을 참가시킬 계획이었다. 중의원에 있어서는 공선(선거)에 의해야 한다는 원칙에 입각해 있는 만큼 선거의 방법을 어떻게 할 것인가의 문제가 가장 중요하게 거론되었던 것으로 보인다. 여기에 대해 일본 본국과 조선총독부 모두 보통선거는 피해야 한다는 것이 기본 입장이었고, 때문에 선거 방법은 제한선거에 의할 것으로 결정되었다. 즉 선거권을 제한하는데 있어 기준을 무엇으로 할 것인가에 대해 일제는 직접 국세 15원 이상을 납부하는사람을 선거권자로 결정하고 있었다. 이것은 일제가 이미 실시하고 있었던 지방자치 단체 의원 선거의 경우 보다도 그 자격 기준이 훨씬 더 강화된 것인데, 당시 도회, 부회, 읍회, 면협의회 선거의 선거권도 그 자격 기준이 국세 5원 이상으로 규정되어 있었다.
그러나 조선인 중의원은 일본 제국 귀족원과 중의원에 안건이 계류중에 있던 8월 일본의 패전으로 해방되면서 전면 백지화된다.

#### 항일 무장 투쟁과 광복

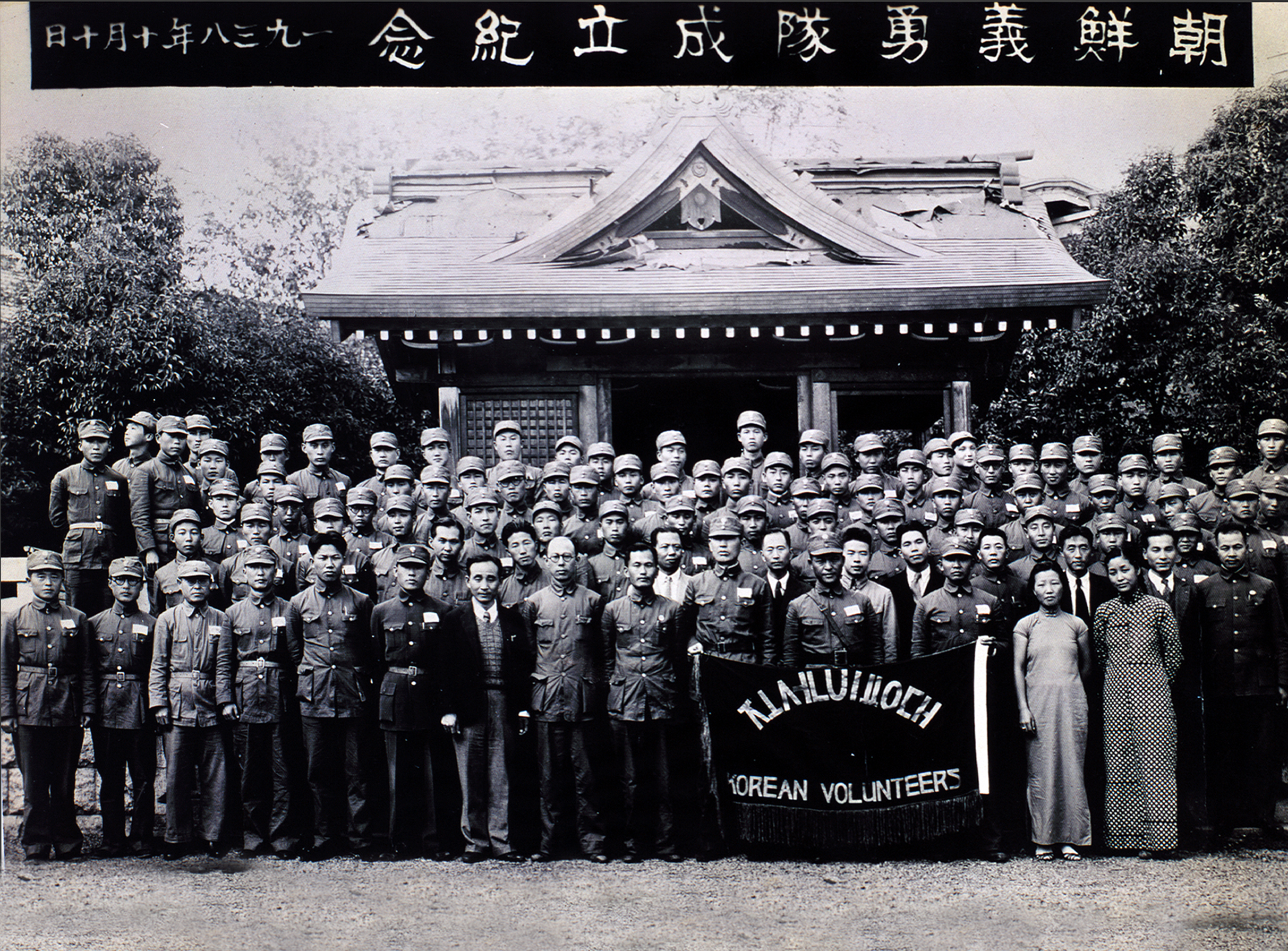
조선의용대

일제가 1931년 9월 만주를 침략하여 그 해 말까지 전(全)만주를 점령하자, 만주에 있던 한국인들은 즉각 무장을 하고 일본군에 맞서 싸웠다. 먼저 양세봉(梁世鳳)· 이청천(李靑天) 등 민족주의자들이 이끌었던 조선혁명군과 한국독립군은 중국인들과 손을 잡고 한중연합작전을 전개해 치열하게 저항했으나, 일제의 집중적인 공격을 받아 차츰 만리장성 이남의 중국으로 후퇴하고 말았다. 한편 사회주의자들은 1932년 봄에 한국인이 많이 살고 있던 동만주를 중심으로 여러 지역에서 유격대를 결성하고 게릴라 활동등 전개해 반일 투쟁에 나섰다.
중국 관내에서는 1937년 중일전쟁이 일어나자, 김원봉(金元鳳)·윤세주(尹世胄)·한빈(韓斌)·김학무(金學武) 등 130여 명이 중국 국민당의 도움을 받아 1938년 10월 조선의용대를 창설했다. 조선 의용대는 중국군을 도와 일본군 포로 심문 대적 심리전, 적후방에서 벌이는 첩보 활동 및 선무공작등에 종사했다. 조선 의용대의 주력 부대는 1941년 봄에 황허 강(黃河)을 건너 한국인이 많이 사는 화베이(華北)지방으로 활동 무대를 옮겼다. 의용대원들은 이곳에서 팔로군과 협력하여 호가장 전투, 반소탕전 등 여러 전투에 참가하여 크게 활약했다.
한편, 중일 전쟁 발발 후 일본군에 쫓겨 자싱·항저우·창사 등지로 전전하면서 시련을 겪어야 했던 대한민국 임시정부는 1940년 충칭에 안착했는데, 그해 9월 간부 12명으로 한국 광복군을 창설했다. 광복군은 1942년 화베이로 가지 않은 조선 의용대의 잔류 부대를 흡수하여 대열을 늘리는 한편, 1943년 8월 광복군 8명을 미얀마 전선에 파견해 영국군을 도와 태평양 전쟁에 참전했다.
전쟁이 차츰 일본에게 불리하게 돌아가자 일본은 한국인의 해외 단파 방송 청취를 엄중히 단속 하였지만 경성 방송국의 직원이 독립 운동 차원에서 미국의 소리 한국어 방송을 들은 것이 일본 경찰에 의해 들켜 수많은 방송인들이 옥고를 치른 단파 방송 밀청 사건이 일어나기도 하였다.
1945년 8월 15일, 일본의 패전으로 광복이 찾아옴으로서 한국의 모든 독립 운동도 막을 내리게 되었으나, 일본하고도 1965년까지 단교를 다. 한편, 같은 날 일제강점기 조선의 북쪽 청진시에서는 소련이 일본 제국과 전쟁을 계속 하고 있었으며 8월 16일에 청진시를 해방시켰다.

## 정치

### 행정
조선총독부는 1910년 10월 2일부로 한국 13도의 관찰사를 도장관으로 명칭을 바꿨다가 1912년에는 도지사로 바꾸었다. 또한 도지사 아래 부지사를 두어 도지사의 업무를 보좌하게 했고, 이방, 호방, 예방 등 각 방을 근대식 각 국과 과로 나누었다. 또한 규모가 큰 부에는 국장급을, 작은 부에는 과장급만을 두어 예하 행정체계를 구성하게 했다. 행정기관은 면리제와 동제, 오가작통법에 의한 통반제였던 것을 도시지역은 동(洞) 대신 일본식 행정구역 명칭인 정(町)을 쓰게 하였다. 또한 부 중에서도 규모가 큰 부는 다시 몇 개의 동을 묶어 한개의 구(區)로 나누었다.
관료의 채용은 향리가 세습하던 것을 폐지하고 공개채용 시험과 고등관 시험, 판임관 시험 등의 채용시험으로 전환하였다. 관료들의 직위는 군속, 면속으로 칭하고, 기수(서기), 기사, 주사, 사무관, 서기관 등의 직위를 적용하고 차등으로 월급을 지급하였다. 또한 헌병과 경찰의 수사, 검열 등의 편의를 위해 한국인 출신의 순사보조원과 헌병보조원 등의 사무보조원을 채용해서 썼다. 또한 1920년대부터는 직접 한국인이 순사, 헌병, 훈도 등의 공개채용 시험에 계속 도전, 응시하기도 했다.
3·1 운동의 불씨가 남아있던 1922년 순사직 경쟁률은 약 2.1대 1 수준에 불과했으나 문화정치가 본격화한 1920년대 중반 이후부터 그 경쟁률이 10대 1을 웃돌았다. 1926년에는 856명 모집에 9천193명이 지원, 약 10.7대 1의 경쟁률을 보였으며 1932년에는 854명 모집에 1만6천193명이 지원해 19대 1로 경쟁률이 수직 상승했다. 순사 등에 대한 19.6대 1로 정점을 찍은 1935년 이후 순사에 대한 선호는 1936년 14.1대 1, 1937년 10.9대 1로 내리막길을 걸었으나 1920년대 중반부터 태평양 전쟁 이전까지 경쟁률이 10∼20대 1에 이를 정도로 순사직이 높은 인기를 구가했다. 이를 두고 연세대학교의 장신은 "순사는 조선인 사회에서 좋지 못한 이미지에도 불구하고 법률로 보장된 권한 탓에 해마다 높은 지원율을 보였다"고 지적하면서 "관리의 최말단인 까닭에 지원자의 학력 수준은 보통학교 졸업자가 80% 정도를 차지했다"고 분석했다.

#### 입법 행정
총독부는 식민지 조선인 칙선의원들이 일본제국의회 귀족원에 참여할 수 있게 하였다. 총독에 사실상의 자문기관의 성격을 띤 매우 한정적인 권한을 갖고 있었던 조선에 지방의회도 설치한다.

#### 지방 행정

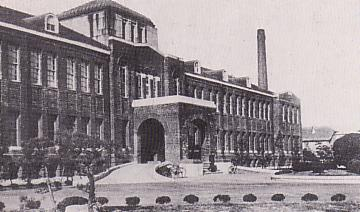
경상남도청

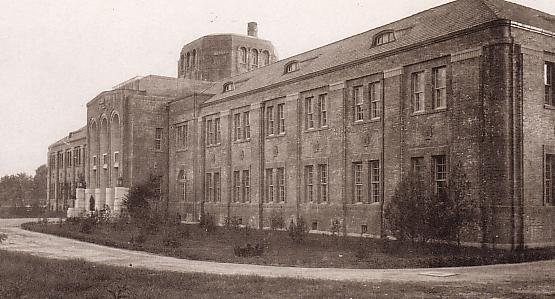
평안북도청

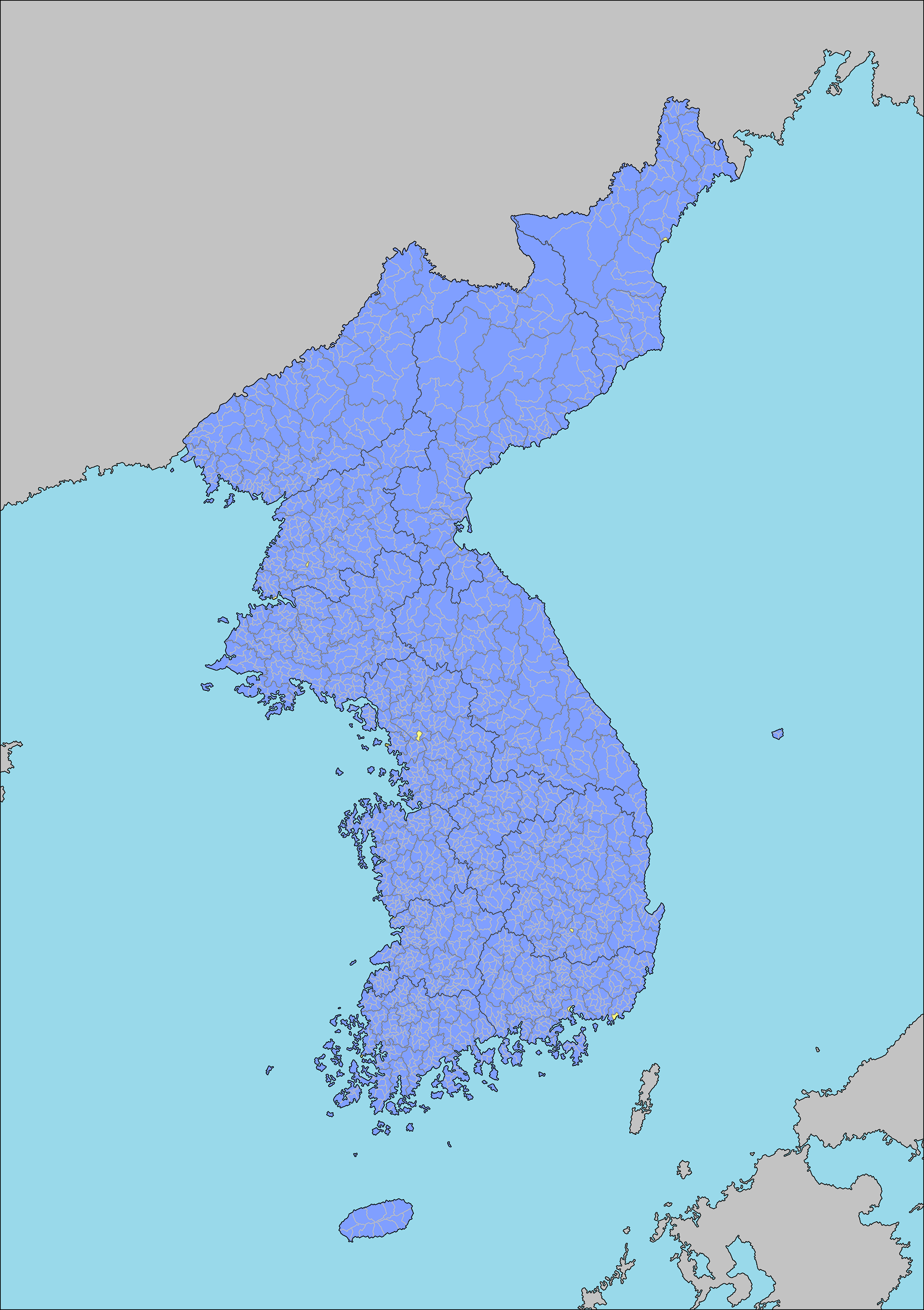
1914년 조선의 행정구역.

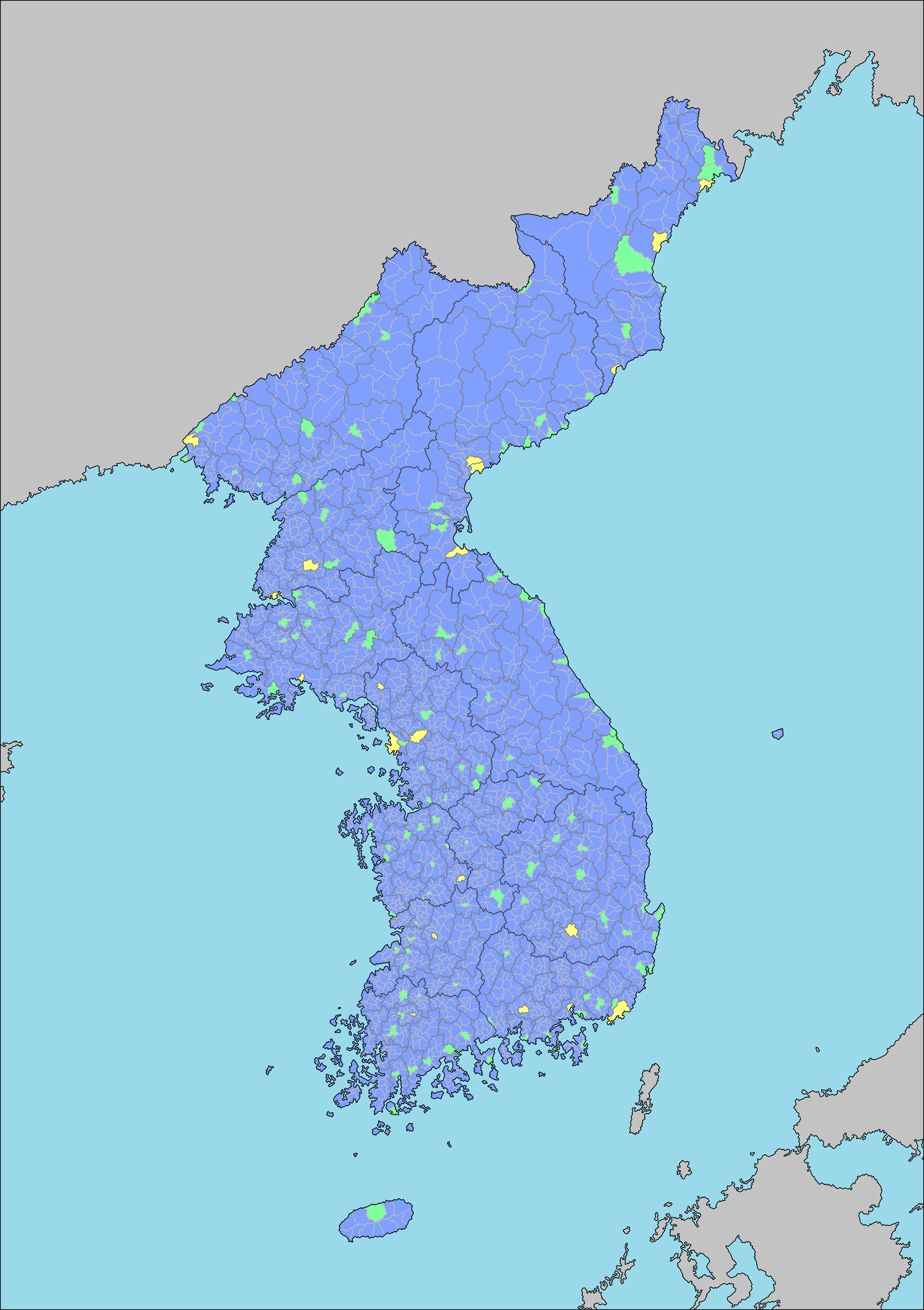
1945년 조선의 행정구역.

출생 신고나 사망 신고는 읍사무소, 면사무소의 호적계에서 신고를 받았다. 그러나 국민 대다수가 글자를 모르는 문맹율이 높아 동네의 이장, 통장, 정장(町長)이 거둬서 읍, 면사무소에 신고하였다. 따라서 출생이나 사망 직후 일주일에서 1개월 이상이 지난 뒤에 출생 신고나 사망 신고 처리가 되었다.
또한 당사자가 가서 출생 신고, 사망 신고를 하지 않고 이장, 통장, 정장이 일괄적으로 모아 일주일에 1~2회, 혹은 장날 읍사무소, 면사무소에 나가서 신고하였는데 종이나 필기구에 적어가거나 단순히 구술 암기로 외워서 신고하는 것이 보통이었으므로 생년월일이 부정확하거나, 양력과 음력을 헷갈리거나, 사망 날짜가 정확하지 않거나, 출생, 사망신고 당시 이름글자가 바뀌어서 엉뚱한 이름으로 등록되는 일도 부지기수였다. 또한 이송이나 옮기던 중 개울 혹은 산사태 등의 사고로 지연되는 일도 존재하였다.
대한제국이 멸망하던 1910년 8월까지만 해도 호적과 성씨가 없었던 한국인들 중에는 일제의 강요로 억지로 양반가문의 성씨나 주인집 성씨와 이름을 부여받아 호적에 등재되었다. 그러나 이러한 호적 서류는 태평양 전쟁 기간과 해방 직후 1945년 8월~10월 사이 일제 관공서에 대한 분풀이성 약탈과 파괴, 6.25 전쟁 직후의 화재 등으로 대부분 소실되었다.
호적 서류들은 암기와 필기, 수기로 기록하였고 종이는 잘 찢어졌으며, 먹물로 쓰거나, 잉크도 저질이라 쉽게 번졌으므로 행정서류에는 거짓과 오류로 된 내용도 많았다. 이러한 혼선은 해방 뒤에도 1950년 한국 전쟁 직후까지도 계속되었다.

#### 사법 행정
조선총독부는 1910년 6월 29일 공포한 「통감부경찰관서관제」를 그대로 계승하여 조선에 헌병경찰제를 시행하였다. 병합 당시 그 효력의 존속을 인정한 「대한제국 법령 및 일본국 법령」과 「조선태형령」 등 몇몇 제령을 제외하고 나머지 법령 대부분이 조선인은 물론 조선에 거주하고 있는 일본인에게도 법체계를 동일하게 적용하였다. 이로 인한 불만으로 일본 기자들은 1910년대 총독통치를 ′무단통치′라고 칭하였다.

### 언론

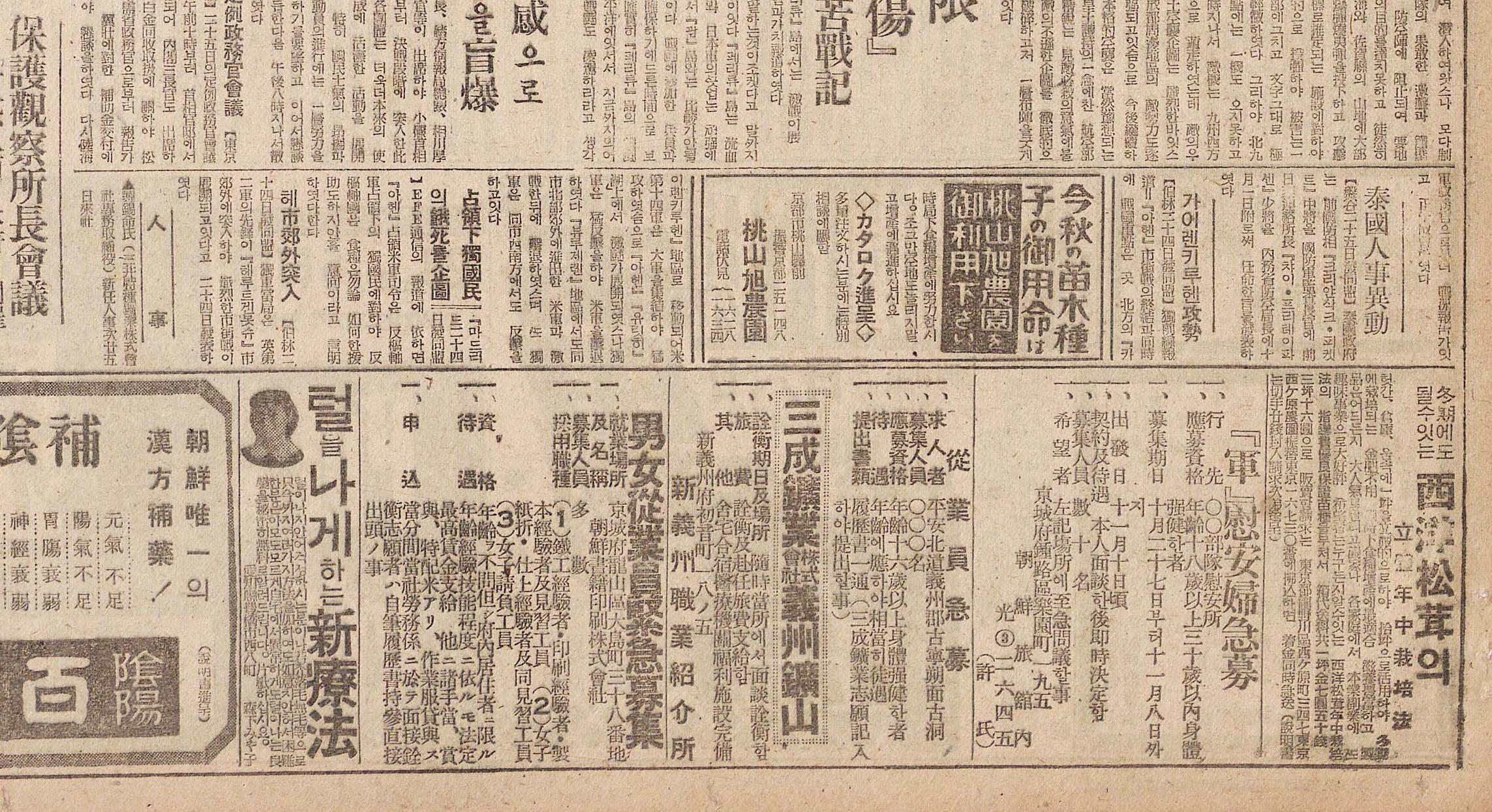
한글과 한문이 혼용되어 쓰인 1940년대 매일신보 기사

당시 한국의 각 신문과 잡지, 광고 등의 발행에 제한은 없었으나 엄격한 검열이 진행되었다. 신문과 잡지, 광고는 한글 전용 또는 국한문 혼용체, 일본어와 한자를 섞은 일한자 병용체 등의 광고, 보도가 나갔다.
1940년 태평양 전쟁 이후에도 한글 보도를 금지하지는 않았다. 또한 동아일보, 조선일보, 조선중앙일보 등에는 한국인 독립운동, 자치 운동 등에 대한 기사들, 망명 독립운동가들의 소식, 현황도 종종 보도되었다. 그러나 독립운동과 자치 운동에 대한 옹호 논조를 싣던 조선일보와 동아일보는 여러 번 검열, 정간, 폐간, 휴간, 복간 등을 반복하다가 1940년 최종 폐간되었다. 이후 매일신보를 비롯한 소수의 친일 언론이 활동하였다.
1924년부터는 조선방송공사(한국방송공사 KBS의 전신)이 경성에서 개통되어 방송 보도되었다. 라디오는 1930년대 이후 읍면 단위 일반 가정까지 보급되었지만, 텔레비전은 군단위 이하에는 거의 보편적으로 보급되지 않았으므로 TV 시청률은 극히 저조하였다.

### 교육

공립보통학교

조선에서는 1895년 갑오개혁으로 근대 교육 제도가 시작되었지만, 1906년 시점에서도 초등학교가 전국에서 40 개교 미만이며, 양반의 자제는 서당에서 사교육을 받는 경우가 많았다.
서당은 삼천 정도 있던 것 같지만, 내용은 한문 교육이 중심이었다. 수학이나 한글 등의 교육은 이루어지고 있지 않았다.
조선총독부는 대한제국기에 한국인이 저술한 각급 학교용 교과서들을 몰수하여 사용을 금지시켰고, 그 대신 일본인 저작의 교과서로 대체시켰다. 총독부는 민족교육을 금지시키기 위해 '조선교육령' 과 '사립학교규칙' 등을 제정하여 학교의 설치와 교육내용을 총독부가 통제하기 시작하였다. 대한제국 시기에 설립된 고등교육 기관들을 비롯하여 수많은 서당 들의 등록이 취소되었다.
일본은 대신 전국에 보통 학교 (지금의 초등학교)를 설치했다.
초등학교는 합병 직전에는 40 개 정도였던 것이 1943년에는 4271 개까지 증가했다.
고등 교육의 측면에서, 1924년에 경성 제국 대학가 설치되었다. 그러나 조선인 학생은 30 ~ 40 % 정도에 머물렀다.
조선총독부는 1930년대에 들어오자 일본어 보급 정책을 적극적으로 추진하였다. 교육당국은 사립학교에서의 한국어 교육과 그 사용을 통제하기 시작하였다. 관청에서는 한국 농민의 민원도 공용어인 일본어를 사용할 경우에만 접수하도록 하여 한국어 사용을 억제하였고, 또한 1935년부터는 한글을 농민들에게 가르치는 학생들의 하기 계몽운동을 총독부령으로 제재하였으며, 1938년에는 '국어상용화' 정책으로 조선어 교육을 폐지하고, 한국어 사용을 금지, 일본어를 사용하도록 강요하였다. 1938년 한해 전국에 3,660여개의 일본어 강습소를 만들어 한국농민들에게 일본어를 배우게 하고, 일본어 사용을 강요하였다.
또한 한국인을 위압하기 위해 일반관리나 교원에게도 제복을 입히고 칼을 차고 수업에 임하도록 하였다. 전시하의 일제는 중학생은 물론이고 국민학생까지‘근로보국‘이라는 미명아래 군사시설공사에 강제로 동원하기까지 하였다.
일제는 일본어 전용 정책에 방해가 된다는 판단아래 1942년에는 조선어학회 회원과 학자들을 체포, 투옥하기도 하였다. 함흥의 여학교 학생이 한국어로 대화하다가 일본경찰에 발각되어 취조를 받던 중, 사전 편찬을 담당하던 조선어학회 회원이 관련되었다는 것이 알려졌고, 이를 빌미로 조선어학회를 독립운동 단체로 몰아 관련자들을 구속하였던 것이다.
1944년 일본의 인구조사에 따르면 남한의 1700만 인구 중 773만 3000명이 글을 읽고 쓰지 못했다. 이는 일본 지배 하에서 한국어 교육이 전혀 이뤄지지 않았으며, 한국인에 대한 교육적 차별이 있었기 때문이다. 해방 직전인 1944년 한국에 거주하는 인구 중 3 %만이 일본인이었으나 종합대학 졸업자의 50%, 단과대, 사범대, 기술전문대 졸업자의 47 %, 중등학교 졸업자의 44 %, 2년제 중학교 졸업자의 73 %가 일본인이었다.

#### 역사서들의 출간
신채호 선생은 민족주의자로서 기존의 왕과 영웅 중심의 전근대적인 사학의 한계를 극복하고, 민중을 중심으로 하는 사학을 내세웠다.

## 경제

#### 화폐

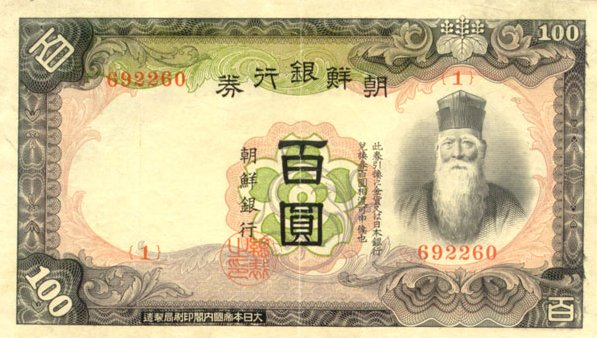
1938년에 발행된 조선은행 100엔권 화폐

화폐는 1911년부터 일본 엔화 동전이 사용되었다.
1921년 1월 1일부로 광무와 융희라는 연호가 새겨진 동전과 은화들의 유통이 전면 중단되었다.
그러나 건양, 광무, 융희 연호가 새겨진 대한제국 시기의 동전들은 수량도 많아서 산골 오지에도 널리 분포된 상태였고, 일부 위조된 건양 동전, 광무 동전, 융희 동전이 대량으로 주조되어 유통된 상태였다. 총독부 경제국 당국에서는 1921년 1월 1일부로 대한제국 동전 유통 금지령을 내렸지만, 사실상 이들 건양, 광무, 융희 연호가 쓰인 동전은 1930년경까지 시중에 통용되었고, 당국이나 부청, 군청, 구청, 및 각 은행, 협동조합 등에서도 이를 사실상 묵인하였다.
통용 화폐로는 중국 위안화, 미국 달러화, 센트화가 사용되었다. 유사 이후로 중국 엽전이 보급된 전통이 계속 이어지고 개성과 각지의 상인들이 중국 상인들과 무역하였으므로 1913년 이후에는 중화민국 은행에서 발행한 원화가 유입되었다. 미국의 센트화와 달러화는 1880년대부터 조선에 등장한 미국인 선교사와 의사들을 통해 한반도 각지에 유입되어 사용되었다.
자체 화폐 발행을 할 수 없었던 대한민국 임시정부하고 각종 독립운동 단체 등에서는 반쯤 세계 통용화로 쓰이던 일본 엔화와 중국 위안화, 미국 센트화와 달러화나 금은과 패물들을 주로 거두어갔다.

#### 토지 정책
일본은 한일병합 직후 새로운 토지정책을 추진하였다. 이를 위해 일본은 1910년 토지조사국을 설치하고 1912년 ‘토지조사령’을 발포하였다. 이 사업은 전국의 토지를 측량하여 소유권, 가격 그리고 지적(地籍)을 확정한다는 명분으로 실시한 것이었는데 까다로운 신고주의에 익숙하지 않은 농민들이 신고 절차를 밟지 않아 토지를 빼앗기는 사례가 많았다. 또한 동중(洞中) 혹은 문중(門中)의 공유지(公有地)나 역둔토(驛屯土), 궁장토(宮庄土) 등을 비롯한 국유지에 도지권(賭地權)이라는 토지를 영구히 경작할 수 있었고, 또한 토지소유주의 승낙 없이도 타인에게 자유로이 매매, 양도, 저당, 상속할 수 있는 물권적 권리가 토지 소유권이 없다는 이유로 총독부나 유력한 인사들에게 넘어갔다.
그 결과 13만 5천 정보의 역둔토와 4만 6천여 정보의 민유지가 총독부 소유로 되었다. 1930년까지 총독부가 소유한 토지는 전국토의 40%에 해당하였다. 그 과정에서 약 10만 건에 달하는 소유권분쟁이 있었으나 총독부의 탄압으로 묵살되었다. 토지조사사업과 병행하여 일본인의 농업이민이 10배로 급증하고, 그들의 소유농지는 4배로 증가하여 큰 지주로 성장해 갔다. 총독부의 지세수입도 1919년 기준으로 1911년의 두 배로 늘고 과세지는 10년 사이에 52% 증가하였다. 소수의 지주들은 이 사업으로 도지권을 갖고 있었던 자작농들은 대부분 몰락하여 소작농과 농업노동자로 전락하거나 화전민 혹은 만주 등지로 떠나가는 사례가 많았다. 1918년 당시 소작농과 자소작겸농은 전체 농민의 77%에 달하였으며, 3%의 지주가 경작지의 50% 이상을 소유하는 식민지 지주제가 성립되었다. 원래 우리나라는 소작이라는 말이 없었고, 지주와 작인 사이에는 서로 대등한 협력관계라는 뜻의 병작이라는 말이 있었을 뿐이었다.이러한 병작이 소작으로 바뀐 것은 작인의 지위가 그만큼 격하되었음을 의미한다.

#### 농림 정책
일본은 광산, 어장, 산림 등 자원에 대한 개발을 강화하였다. 조선광업령(1915)에 의해 한국인의 광산경영을 억제하고, 미쓰이(三井), 고하(古河) 등 일본 광업자본이 들어와 인천, 갑산 등 주요 광산을 차지했다. 1920년 기준으로 일본의 소유 광산은 전체의 80%를 넘어서고 한국인 광산은 0.3%에 불과하였다. 어업분야에서는 조선어업령(1911)에 의해 구한국 황실 및 개인소유 어장이 일본인 소유로 재편성되었다. 일본인은 어업기술에 있어서 한 발 앞섰기 때문에 어민 1인당 어획고에도 4배 이상의 차이가 나타났다.
또한 산림에 대해서도 1908년의 ‘삼림법’과 1911년의 ‘삼림령’, 1918년 임야조사사업을 통해 일본인에게 불하하였는데, 전체 삼림의 50% 이상이 총독부와 일본인 소유로 넘어갔다. 특히 압록강, 두만강 유역의 목재를 대대적으로 벌채하여 막대한 이득을 챙겼다. 일본은 우리 민족기업을 억제하기 위하여 ‘회사령(會社令)’(1910. 12)을 다시 공포하여 회사를 설립할 경우 총독부의 허가를 받도록 하였다. 그 결과 구한말에 설립된 전기, 철도, 금융 등 큰 기업은 일본의 미쓰이(三井), 미쓰비시(三菱) 등에게 넘어갔고, 인삼, 소금, 아편 등은 총독부에서 전매하였다. 한국인 기업가는 주로 정미업, 피혁업, 제분업, 요업, 방적업, 농수산물가공업 등 주로 경공업에 한정되었다. 1919년 기준으로 전체 공장의 자본금에서 일본인은 91%를 차지하고, 한국인은 6% 정도에 지나지 않았다.

#### 산업
2차 세계대전 후기 국제적으로 고립되어 있었던 일본은 군수품에서 국산원료를 사용할 수 밖에 없었다. 일본 정부는 기술자와 과학자를 총동원하여 갈탄으로 석유를 만드는 방법이나 아주까리씨나 소나무 뿌리를 이용해 윤활유를 만드는 방법 등을 책자로 기록한 《기술총동원요강》을 배포했다. 이런 자력갱생, 자급자족 경험의 유산은 북한 지역의 조선민주주의인민공화국이 그대로 계승하게 되었다.

### 사회기반 산업

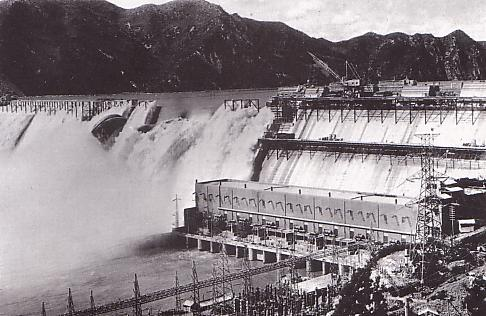
수풍댐은 아시아 최대의 댐이었다.

교통 부문에서는 새로운 철도가 신설되고, 간선도로가 보수되었으며 전기와 전신망이 확장되었다. 그러나 이러한 시설은 한국인의 조세부담으로 이루어진 것이었으며, 일본 식민통치의 수단으로 이용되었다. 금융 부문도 일본이 장악하였다. 조선은행(1911), 조선식산은행(1918) 그리고 동양척식주식회사가 금융계를 장악하고, 지방에는 금융조합이 침투하여 서민금융을 통괄하였다. 조선총독부는 “식민지 경영을 위한 경비는 식민지에서 마련한다”는 원칙하에 재정수입을 높이기 위해 세금을 대폭 강화하였다. 소득세, 수익세, 소비세, 교통세, 부가세, 특별세 이외에 각종 잡부금이 부과되어, 이들 수입은 주로 한국인을 다스리고 토목공사를 일으키는 비용으로 지출되었다.
또한 공장이나 시설 설립에 대한 인허가에 대해서도 일본인에게는 우대혜택을 주거나 한국인 출신 인사들의 인가 심사를 지나치게 엄격하게 하는 등의 차별을 가하였다. 이를 두고 윤치호는 한일 병합 조약 체결 이후 '양반의 나라'에서 '인허가의 나라'로 변했다고 지적하기도 했다.
식민지적 경제구조에서 무역 또한 일본 중심으로 개편되었다. 수출의 90%, 수입의 65%가 일본으로 집중되었는데, 쌀, 잡곡, 잎담배 등이 주요수출품이었고, 옷감, 경공업제품이 들어왔다. 이러한 무역구조가 일본 자본주의의 발달을 촉진시키는 데 기여한 것은 물론이다. 결국 피지배 한국인들은 국권상실과 더불어 일본 자본주의의 원료 공급지와 상품시장, 그리고 조세부담을 져야 했다.

#### 세금 징수 및 납부
조선총독부는 당시 국민에게 주민세, 거주세금인 지방비, 면비, 교육세금인 학교조합비와 학교비를 거두었다.
1919년 당시 전라남도에서 거둔 지방비 34만원, 면비 43만원, 학교조합비 7만 4천원, 학교비 2만 2천원 등 기본세금은 86만 6천원이었다. 1920년에는 지방비 91만원, 면비 94만원, 학교조합비 41만 8천원, 학교비 51만 7천원 등 기본세금은 278만 5천원으로 급격히 인상되었다.
토지에 대한 세금도 있었다. 토지세금은 지세와 부가세를 거두었다. 토지에 부과하는 부가가치세는 건물, 논농사, 밭농사, 상가 등 목적에 따라 약간의 차이가 있었다.
1919년 윤치호의 아산군 둔포면 농지에 대한 지세는 1919년 지세 1기분 203원 58전, 부가세 1기분 18원 32전, 1919년 지세 2기분 97원 67전, 부가세 2기분 8원 14전이었다. 1920년 지세 1기분 205원 90전, 부가세 1기분은 61원 66전이고, 1920년 지세 2기분은 185원 30전, 부가세 2기분은 61원 77전이었다.
그밖에 후생비와 국방비를 거두었다. 만주사변과 중일전쟁, 태평양전쟁 때는 국방비로도 부족해 각종 위문금과 성금을 거두었고, 강제적이지는 않았지만 국방헌납금이라는 기부금도 모집하였다.
이러한 세금은 개인이 직접납부하는 경우도 있었으나 극히 드물었다. 세금은 각지의 은행과 협동조합에서 거두었고, 은행과 협동조합이 있는 면내나 읍내까지 나가기 힘든 시골 벽촌이나 오지에서는 읍사무소, 면사무소에서 조달하거나 이장, 통장, 정장(町長)이 거둬서 읍, 면사무소 혹은 읍내, 면내, 시내의 은행과 협동조합에 납부하고, 손으로 필기한 영수증을 받아서 각 집에 전달하였다.

## 사회 문화

### 종교
1915년에 조선총독부는 《포교규칙(布敎規則)》을 발표한다. 이 《포교규칙》은 신도(神道), 불교, 기독교만을 종교로 인정하고, 유교는 사회규범이나 도덕으로, 그리고 천도교(天道敎)나 보천교(普天敎), 대종교(大倧敎)와 같은 신종교들은 종교유사단체로 규정하였다.
중일전쟁 전시체제에서 1939년 일본 정부가 종교단체를 통제할 목적으로 《종교단체법》을 제정 공포한다. 당시 일본 식민지하에 있던 한국에서도 종교계만이 아니라 일반인들도 일본에서의 《종교단체법》 시행에 대해 관심을 갖고 있었지만 한국에서는 채택되지 않았다. 그렇게 일제는 국가신도를 정점으로 하여, 그 하위에 교파신도와 불교·기독교를 국가의 공인종교로 삼고 국가 시책에 충실히 따르도록 통제·이용하면서, 그 외의 종교는 유사종교단체라 하여 불법화하고 경찰력을 동원하여 통제·탄압하였다. 이 법은 일본 정부가 ‘종교 교화 활동’을 완전히 군부의 통제하에 두고, 종교단체를 직접 통제·장악하게 되었음을 의미하는 것이다. 그리고 공인종교라 하더라도 그들의 통치 방침에 비협조적이거나 위배될 때는 가차없이 탄압하였다.
1941년 태평양전쟁이 발발하고 일본은 인력과 물자의 부족에 시달려서 조선총독부가 절에 있는 불상과 치과에서 쓰는 금을 제외한 모든 금속류를 공출하도록 명령한다. 그래서 종교계는 수만 킬로그램에 달하는 종, 운판, 그릇 등에 각종 철기류를 헌납해야 하였다.

### 문화
조선왕조가 망하여 궁중의 조리사(숙수)나 기생들이 시중에 나오게 되었다. 이들을 모은 고급요정이 생겨나서 기생의 춤 · 노래와 더불어 궁중음식을 일반에게 내놓게 되었다.
1920년대에 이르러 요리집과 백화점이 유행하였다. 음식점으로는 명월관, 국일관, 천리구 김동성과 근농 여운홍이 운영하던 백화원, 부민관, 백화점으로는 화신백화점 등이 유명하였다. 명월관은 경성, 부산, 도쿄에 지점이 있었는데 한국인이 운영하던 것이었다. 국일관이나 화신백화점 등은 8도를 중심으로 대도시에 지점을 두기도 했다. 화신백화점 외에도 미쓰코시 백화점 조선지점이 등장하여 1945년 9월까지 경성에 지점을 두었다. 백화점의 등장으로 송상, 만상, 유상 등의 상인들의 활동은 1930년대 이후로 크게 위축되었다.
영화관은 군청소재지, 부청소재지나 읍소재지, 시장이 존재하는 규모가 큰 면에 존재하였다. 교육을 받지 못한 백성들도 말과 단어는 이해할 수 있었으므로 영화관에 출입하였다. 그러나 영화관을 가기 힘든 오지에는 각종 서커스단, 곡예단의 방문에 인파가 몰려들었다.
텔레비전은 1920년 이후에 출현하였다. 라디오의 보급은 구한 말 이후 확산되었지만 얼굴과 화면이 등장하는 텔레비전의 구입은 쉽지 않아 텔레비전이 있는 집은 마을의 공회당처럼 활용되기 시작했다. 손탁호텔 등 경성부내에 소수 존재하던 서양식 호텔이 경성부의 조선호텔, 신라호텔 등을 시작으로 1920년대 이후 각지의 지방 대도시로 호텔과 모텔이 확산되었다. 호텔, 모텔의 등장과 함께 여관과 여인숙, 민박 등도 확산되었다.

#### 일제 공무원, 헌병보조원의 인기
1920년대에 가면 한국인들의 헌병보조원, 일제 관료에 많은 응시생들이 응시하였다. 1922년 순사직 경쟁률은 약 2.1대 1 수준에 불과했으나 문화정치가 본격화한 1920년대 중반 이후부터 그 경쟁률이 10대 1을 웃돌았다. 결국 한국인 공무원, 헌병보조원 수험생이 많아지자 경쟁률은 계속 높아졌다. 3.1 운동 직후에는 만세 운동의 여파로 응시생이 적었지만 1920년대 중반 이후 헌병보조원과 판임관 등의 응시자는 꾸준히 증가하였다.
1926년의 헌병보조원 856명 모집에 9천193명이 지원, 약 10.7대 1의 경쟁률을 보였으며 1932년에는 854명 모집에 1만6천193명이 지원해 19대 1로 경쟁률이 수직 상승했다. 19.6대 1로 정점을 찍은 1935년 이후 순사에 대한 선호는 1936년 14.1대 1, 1937년 10.9대 1로 내리막길을 걸었으나 1920년대 중반부터 태평양 전쟁 이전까지 경쟁률이 10∼20대 1에 도달하였다.

#### 연애 사조의 확산
1920년대에는 서양의 문물이 확산되면서 소수 양반가에서만 입던 양복과 드레스, 원피스, 정장 등이 시중에 확산, 중소도시의 중산층과 평민층에게도 확산되었다. 일본식 옷에 반감을 품은 지식인층은 의도적으로 양복을 사서 입기도 한다. 서양 문물의 영향을 받은 신여성과 모던보이들은 유교적 규범이 수그러든 자리에 사랑과 연애를 적극 받아들였다. 1930년 7월 16일자 한 일간지의 기사에는 이것이 상세히 묘사되기도 했다.
| “ | 아이스컵피(아이스커피)를 두 사람이 하나만 청해 두 남녀가 대가리를 부비 대고 보리줄기로 쪽쪽 빠라 먹는다. 그래도 모자라서 혀끗을 빳빳히 펴서 아다시! 아이스고히가, 다이스키, 다이스키요!(전 아이스커피가 좋아요, 좋아!) 와시모네(나도 그래)! | ” |

남녀간의 연애 풍조가 적극적으로 확산되고, 언론과 방송에도 보도되자 보수적인 유교사상가와 성리학자들은 일제가 탈선을 부추겨서 한국을 멸망시키려 한다며 강하게 반발하였다. 도포와 갓을 쓴 유림들이 방송사와 신문사에 집단으로 몰려가 항의를 하고, 언론사를 찾아가 항의하기도 했다. 일본에 유학한 승려들은 결혼하고 귀국하는 경우가 대부분이었다.
외모와 능력을 따지는 계산적 연애를 앞세우는 21세기와 달리 당시 연애는 목숨을 바치는 경우가 많았다. 이를 정사(情死) 사건이라 하였다. 1920년부터 1940년 무렵의 동아일보 기사를 찾아보면 '자살, 정사'로 분류되는 기사만 8000건이 넘을 정도로 당시 정사는 유행처럼 번져 나갔다. 신여성과 모던보이들은 사랑에 미쳐 죽는 것을 '절대미의 극치'로 칭송했다. 비련의 사건은 상업적 관심으로도 이어졌다. 김우진과 투신자살 직전에 남겼던 윤심덕의 '사의 찬미'를 노래로 한 음반은 최초로 10만 장을 돌파할 만큼 전례 없는 판매액을 올렸다.
절세 기생 강명화의 음독자살은 한국을 떠들썩하게 했던 대표적인 사건이었다. 경상북도의 부호의 아들 장병천을 사랑한 강명화는 기생이라는 이유로 손가락질 당하자 자신의 사랑에 대한 순수성을 증명하려 단발(斷髮)에 단지(斷指)까지 서슴지 않았다. 결국 강명화는 장병천의 품에서 약을 먹고, 죽은 애인의 뒤를 이어 장병천도 쥐약을 입속에 털어 넣는다.
또 돈 때문에 열일곱의 나이에 마흔이 넘은 남자에게 시집갔다가 이혼한 뒤 카페 여급이 된 김봉자와 경성제대를 졸업한 유부남 의사 노병운의 비극적 정사는 1934년 인기 가수에 의해 노래로 만들어지기도 했다. 동성애는 극악한 범죄이거나 서양의 금수같은 습성으로 여겨져 심한 탄압을 받거나, 정신과에 입원되거나 쫓겨나기도 했다. 여자로 동성 연인 관계였던 김용주와 홍옥임의 동반 자살 등이 사회적인 이슈가 되기도 했다.

#### 이혼율의 증가
신 문물과 연애 사조의 확산과 함께 이혼도 등장하였다. 1920년대 도쿄 유학생이 늘어나면서 구시대 여성을 배우자로 둔 남자들이 신여성과 연애에 빠져 비롯된 현상이다. 1930년대에는 ‘제2 부인’이라는 표현이 등장한다. 학업을 마친 신여성들이 적당한 상대를 찾지 못해 첩이나 후취로 들어감에 따라 이들을 ‘희생자’로 이해한 표현이다.
1921년 9월 30일자 동아일보는 날로 늘어나는 이혼 소송의 대부분에 대해 “남편의 부족을 들어 여자 편에서 고소함이 다수”라며 경성지방법원에 제기된 사례들을 소개했다. 당시 이혼 사유의 상당수는 경제적인 문제였다. 경제적 곤궁을 해결하지 못한 남편이 집을 나가 돌아오지 않아 여자가 이혼을 청구한 것이다. 독립운동 등 정치적인 이유로 만주로 간 남편이 귀가하지 않아 가정이 파탄에 이른 사례도 많았다.
이혼이 급증하자 동아일보는 1924년 신년 지상특집에는 각계 지식인과 저명인사 10명에게 ‘이혼 문제의 가부’를 묻는 기사가 10회 연재됐다. 이혼을 찬성하는 쪽에서는 “마음에 아니 맛는 부부간에는 누가 반대를 하던지 단연히 리혼을 하야서 양양한 전도를 그르치지 않는 것이 가할 줄로 안다”(방성옥)거나 “실흔 사람과 엇지 백복의 원인이 된다하는 부부가 되겟슴닛가”(방정환)라며 이혼 결행을 촉구했다.

#### 해외여행 자유화
식민지 조선의 근대 관광은 일제의 조선 침략과 함께 시작되었다. 일제의 조선강점 이후의 식민지 관광정책은 식민지 동화정책의 주요한 수단으로 이용되었으므로 식민지 조선의 근대 관광의 성격을 잘 보여준다고 할 수 있다. 1910년대에는 일본시찰을 중심으로 한 해외관광과 경성을 중심으로 한국 내의 도시관광에 초점이 두어졌다. 1920년대초에는 3·1운동 이후 새로운 식민지 지배의 협력자를 양성하고 획득하기 위한 방법으로서 더욱 강조되었다. 1937년 중일전쟁 이전에는 관광을 진흥시키기 위한 정책이 채택되지만, 중일전쟁이 확대되면서 전쟁수행에 필요 한 물자의 확보가 시급해지고 1941년 미국의 대일석유금수조치가 취해지면서 나타난 연료부족현상에 따른 관광억제정책이 그것이다.
그런데 광복 이후 1980년대까지는 순수 목적의 해외여행을 위한 여권은 아예 발급되지 않는다.

## 인구

인구 (1910-1942)

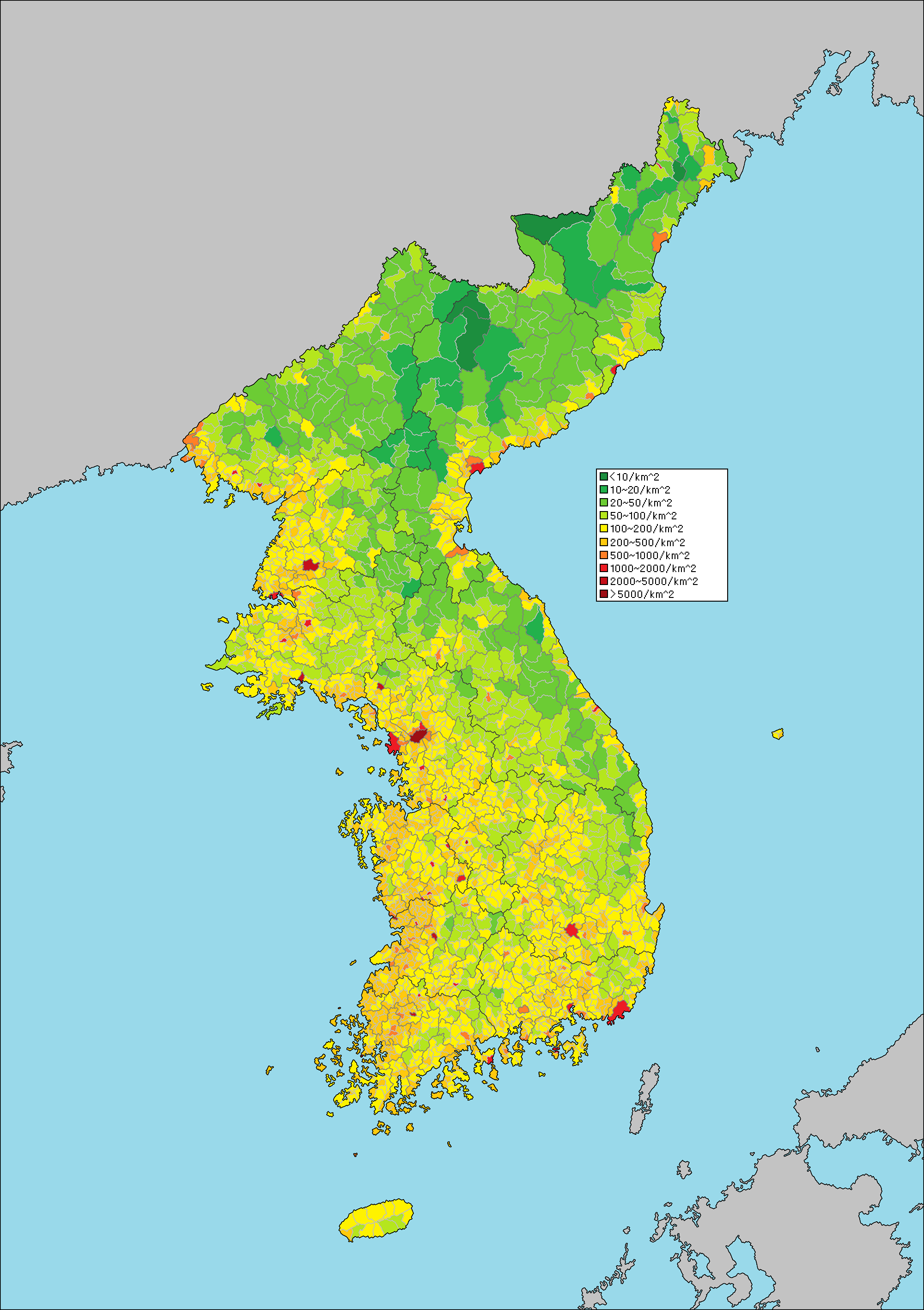
1944년 조선의 인구밀도.

1905년, 대한제국 내무부의 인구 조사에 의하면, 한국의 인구는 5,793,976명이었다. 그러나 대한 제국의 인구 조사는 부정확했다. 농업 기술의 발달과 경작지의 증가 등에도 불구하고 숙종 43년(1717) 11월 14일 실록에 의한 전국의 호수 총계는 155만 7709호, 인구는 683만 9771명, 영조 23년(1747) 12월 28일의 인구조사에 의하면 서울의 호수는 3만 4153호, 인구는 18만 2584명이며 8도의 호수는 172만 5538호, 인구는 734만 318명(남 353만 9107명, 여 380만 1211명) 등에 비해 적었기 때문이다.
1905년에 체결된 제2차 한일 협약에 의해 그 이후부터 한국의 인구 조사는 일본이 실행하였다. 일본 통치가 시작된 1910년의 인구조사에 따르면 한국의 인구는 13,128,780명이었다. 일반적으로 이것도 상당수가 누락된 숫자로 보고 있다. 한국 사학자 중 하나인 이이화는 1910년 무렵에는 1,742만 명 정도였을 것으로 추정한다.
일본 통치가 끝나기 전의 해(1944년)에는 25,120,174명이었다.(일본 내 기록) 인구증가의 이유가 1920년 한반도에 거주하던 일본인 17만명이 70만명이라는 막대한 수치로 증가한 인구를 더한 것이라는 주장이 있다. 전체적으로 평균 수명은 20대부터 40대까지 증가했으며 인구는 1910년 추정 1300만에서 1944년 2500만명이 되었다.

## 역대 통치자
| 역대   | 이름                           | 사진 | 취임             | 이임             | 이력                 |
| ------ | ------------------------------ | ---- | ---------------- | ---------------- | -------------------- |
| 제1대  | 데라우치 마사타케 (寺内正毅)   |      | 1910년 10월 1일  | 1916년 10월 14일 | 육군대장, 원수, 수상 |
| 제2대  | 하세가와 요시미치 (長谷川好道) |      | 1916년 10월 14일 | 1919년 8월 12일  | 육군대장, 원수       |
| 제3대  | 사이토 마코토 (齋藤實)         |      | 1919년 8월 12일  | 1927년 12월 10일 | 해군대장, 수상       |
| 제4대  | 우가키 가즈시게 (宇垣一成)     |      | 1927년 4월 15일  | 1927년 10월 1일  | 육군대장             |
| 제5대  | 야마나시 한조 (山梨半造)       |      | 1927년 10월 1일  | 1929년 8월 17일  | 육군대장             |
| 제6대  | 사이토 마코토 (齋藤實)         |      | 1929년 8월 17일  | 1931년 6월 17일  | 해군대장, 수상       |
| 제7대  | 우가키 가즈시게 (宇垣一成)     |      | 1931년 6월 17일  | 1936년 8월 5일   | 육군대장             |
| 제8대  | 미나미 지로 (南次郎)           |      | 1936년 8월 5일   | 1942년 5월 29일  | 육군대장             |
| 제9대  | 고이소 구니아키 (小磯國昭)     |      | 1942년 5월 29일  | 1944년 7월 24일  | 육군대장, 수상       |
| 제10대 | 아베 노부유키 (阿部信行)       |      | 1944년 7월 24일  | 1945년 8월 15일  | 육군대장, 수상       |

## 기타
부하(일본어: 子分 꼬붕[*]), 지도자(일본어: 親分 오야붕[*]), 양동이인 빠게스(일본어: バケツ), 거짓을 뜻하는 가라, 구라, 조작된 것을 뜻하는 야매, 구멍을 뜻하는 빵꾸, 엑기스, 추리닝 등의 단어는 일제강점기부터 나타나서 활용되던 단어들이다.

### 이혼의 등장과 확산
전통에서 근대로의 이행과정에서 등장한 과도기 현상의 하나가 이혼(離婚)이었다. 근대의 제도가 이식되고 신여성, 자유연애 등으로 상징되는 새로운 사조가 유입되면서 나타난 풍경이다. 기존의 가치관과 유교적 도덕의식에 대한 사람들의 환멸과 회의가 계속되면서 한일 합방 이후 시부모와 남편들에 대한 여자들과의 갈등과 폭력 사건 등이 계속되었고, 이혼율도 꾸준히 증가하였다.
1920년 이후 한국에는 TV와 라디오, 신문이 보급되면서 외국의 소식을 접하게 되었고, 허정숙, 김일엽, 박인덕, 김활란 등 지식인층 여성들이 여성 계몽운동을 추진하면서 여자들 역시 권리를 주장하기 시작하였다. 1920년 이후 들어서는 이혼이 등장하였으며 1920년대에는 드물었지만 1930년 무렵에 가서는 뉴스에 종종 보도가 될 만큼 이혼이 늘어나게 되었다.
1921년 9월 30일자 동아일보는 날로 늘어나는 이혼 소송의 대부분에 대해 “남편의 부족을 들어 여자 편에서 고소함이 다수”라며 경성지방법원에 제기된 사례들을 소개했다. 당시 이혼 사유의 상당수는 경제적인 문제였다. 경제적 곤궁을 해결하지 못한 남편이 집을 나가 돌아오지 않아 여자가 이혼을 청구한 것이다. 그러나 경제적 이유 외에도 기존 가치관의 소멸로 남성들은 부모나 집안에서 골라준 여성, 원치 않는 여성과 굳이 결혼생활을 유지할 필요가 있느냐는 의문이 제기되었다. 여성들 사이에서는 원치 않는 결혼생활, 행복하지 않은 결혼생활을 굳이 유지해야 하느냐는 시각과 시댁과 시부모의 차별대우를 받으면서까지 결혼생활을 유지할 수 있느냐는 불만이 터져나왔다. 독립운동 등 정치적인 이유로 만주로 간 남편이 귀가하지 않아 가정이 파탄에 이른 사례도 많았다. 이혼자의 증가와 함께 독신자 수도 증가하기 시작하였다.

### 이혼율 급증
조선총독부 통계연보에 따르면 1917년과 1918년의 이혼 건수는 1만542건과 1만498건으로 1만 건을 넘기면서 일제강점기 최고를 기록했다. 이혼 건수의 결혼 건수에 대한 비율은 1910년대 7%였고 1920년대 이후에는 4% 안팎을 유지했다. 이후 이혼율은 1945년 광복 직전까지 매년 1만 건 안팎을 유지하게 되었다.
당시 이혼은 신문 사설이 비중 있게 다룰 정도로 큰 사회문제였다. 우리나라 최초의 여성 서양화가인 나혜석은 파리에서 천도교 교령 최린과의 스캔들로 남편 김우영과 이혼한 뒤 1934년 잡지 ‘삼천리’에 ‘이혼고백서’를 공개 발표해 전국을 들끓게 했다. 그녀는 남편과의 결혼생활이 ‘개성에 대한 이해가 없는 본능적 사랑이었을 뿐’이었다고 했다. 이어 박인덕의 이혼, 허정숙의 이혼 등 여성 해방 운동가들의 이혼이 도마에 오르기도 했다. 구한말의 성리학자 노인층과 남자 지식인층은 격하게 반발하였지만 이혼 러시는 막지 못했다.
| “ | 작년도 통계에 의하면 조선에서 결행된 이혼건수가 8220여건이라 한다. 재작년의 6921 건에 비하면 증가한 수가 일년에 1200 건이다. ...(이하 중략)... 소위 유산지식계급에서는 남성이 여성을 이혼하고 무산하류계급에서는 여성이 남성을 이혼한다. | ” |
|   | — 동아일보 1929년 10월 25일자 사설 중에서 |   |

이혼이 급증하자 1924년의 신년 지상특집에는 각계 지식인과 저명인사 10명에게 ‘이혼 문제의 가부’를 묻는 기사가 10회 연재됐다. 이혼을 찬성하는 쪽에서는 “마음에 맞는 부부간에는 누가 반대를 하던 당연히 이혼을 하여서 양양한 전도를 그르치지 않는 것이 가할 줄로 안다”(방성옥)거나 “싫은 사람과 억지 백복의 원인이 된다하는 부부가 되겠습니까”(방정환)라며 이혼 결행을 촉구했다.

### 위생
도립 의원 등 병원이 차례로 세워져 병원 수는 증가했다. 이 병원의 의사의 대부분은 일본인이고 일본인을 위한 병원인 면도 있었지만, 조선인도 진료를 받을 수 있었다. 그러나, 각 군에는 읍이나 규모가 큰 면단위 지역에 병원이 한두 곳 정도 있거나 병원이 존재하지 않았다. 따라서 인근 읍이나 면, 군청소재지 등으로 나와야만 했다. 운송 수단이 인력거와 자전거, 오토바이 등이 전부였고 자동차 보유율은 읍면에 한 대도 없는 곳이 있을 정도로 극히 미미했으므로 전염병이나 긴급 질환이 발생하면 대부분 하루를 넘기지 못하고 사망하거나, 이송 도중에 사망했다.
위생은 생활면에서의 위생지도 및 집단 예방 접종을 해 당시 한반도에서 유행했던 콜레라, 천연두, 페스트 등 전염병에 의한 유아 사망률이 감소했다. 그러나 출산 후 유아나 어린이의 사망 치사율은 촌장, 통장, 정장이 일괄적으로 받아다가 읍, 면사무소에 신고처리하기 때문에 정확한 통계는 잡히지 않는다.
또한 대한 제국 시대부터 많은 거지는 돌다리 아래 역 주변 육교 주변에서 생활했다. 위생상태 불량으로 각종 질병과 전염병의 온상으로 취급되었고, 돌다리나 나무, 석재 육교가 붕괴되거나 덩치큰 자동차가 지나가다가 교량과 육교가 붕괴되면 그대로 사고로 사망하였다. 또한 각종 홍수 때도 거지들은 실종되었으나 아무도 이들을 찾지 않았다. 정확한 인구 수, 통계에 잡히지 않은 거지들은 사망후에도 사망신고 등의 절차 없이 부청, 군청, 읍, 면사무소에서 임의로 화장해서 아무데나 뿌렸다.

## 같이 보기
| - 대한민국 임시정부 - 이승만 - 김구 - 한국의 독립운동 - 친일파 - 일본 제국 | - 조선총독부 - 황민화 정책 (황국 신민화) - 일선동조론 - 일제 잔재 - 대만일치시기 - 경성 죽첨정 단두 유아 사건 |

## 관련 서적
- 김윤정, 《조선총독부 중추원 연구》 (경인문화사, 2011)
- 강만길, 《고쳐 쓴 한국현대사》 (창작과비평사, 2006)
- 신복룡, 《한국사 새로보기》 (풀빛, 2001)
- 최유리, 《일제 말기 식민지 지배정책연구》 (국학자료원, 1997)
- 이현희, 《이야기 인물한국사》 (청아출판사, 2007)
- 이이화, 《한국사 이야기 20:우리 힘으로 나라를 찾겠다》 (한길사, 2006)
- Ireland, Alleyne (1926), 《The New Korea》, 2019년 3월 24일에 원본 문서에서 보존된 문서, 2019년 3월 24일에 확인함